# Magyar könyvsorozatok listája

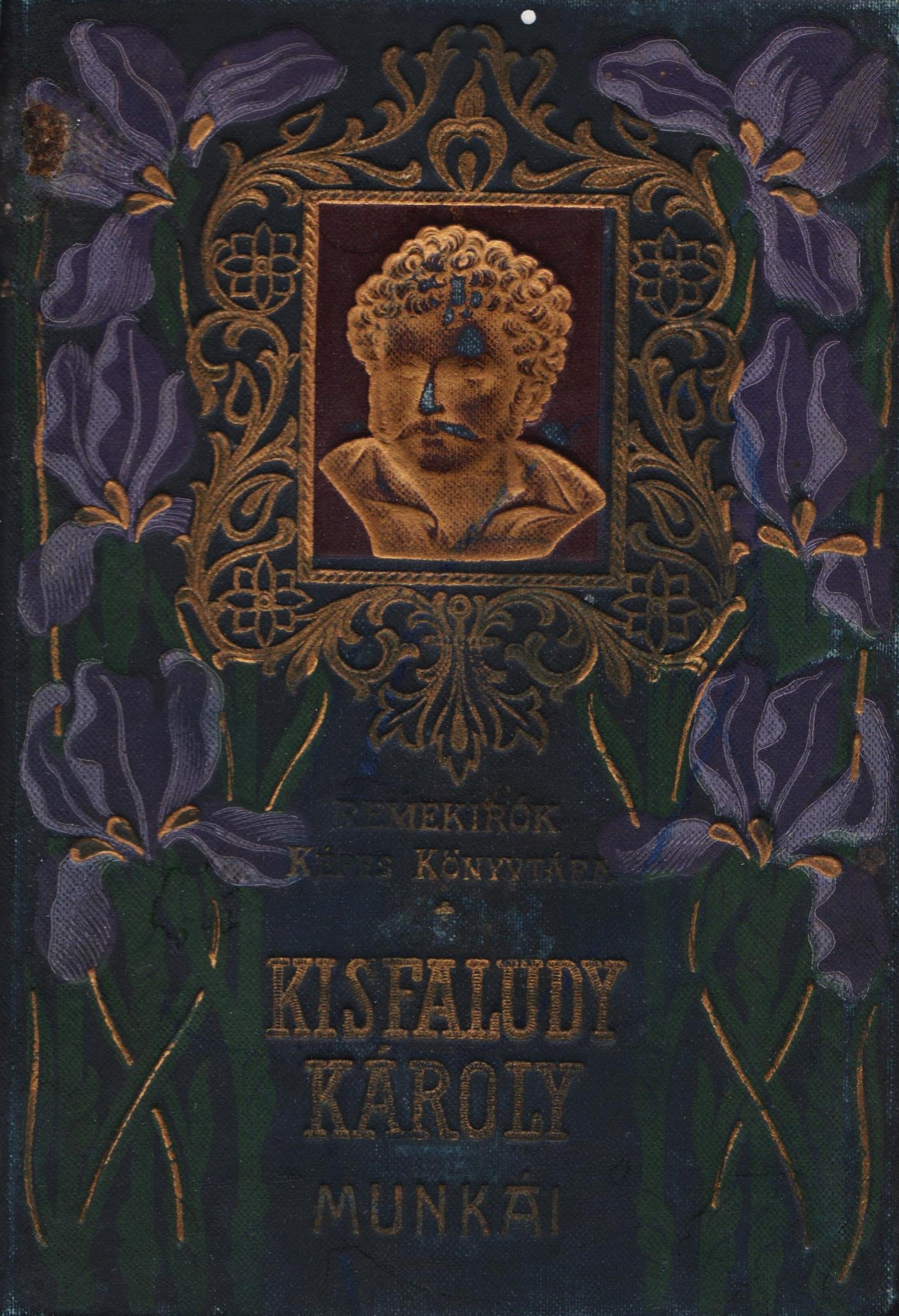
Remekírók Képes Könyvtára-sorozat (1901–1908)

Az alábbi oldal a magyar nyelvű könyvsorozatokat próbálja listába szedni. Magyarországon a 19. század elejétől ismertek különböző könyvsorozatok, azonban ezek száma a század utolsó harmadában növekedett meg. Ekkor, az Osztrák–Magyar Monarchia idején alakultak ki a nagy történelmi, teológiai, filozófiai, művészeti, természettudományi, és szépirodalmi könyvsorozatok, amelyeknek egy része túl élte az első világháborút, és a Horthy-korszakban újabb kötetekkel gyarapodott. Új sorozatok is indultak ebben az időben, ám gyakran kiadási év jelzés nélkül, ezért pontos elhelyezésük a listában nem mindig könnyű. 1945 után a szocialista szemléletű könyvkiadás következtében szinte valamennyi korábbi könyvsorozat megszűnt, azonban újabbak indultak helyettük. A rendszerváltást követően pedig addig tiltott könyvek / könyvsorozatok ismét megjelenhettek, virágkorukat élték a reprint kiadások, és újabb sorozatok is indultak.
Tartalomjegyzék:
- Könyvsorozatok a 19. század közepéig
- 1850-es évek: 1850, 1851, 1852, 1853, 1854, 1855, 1856, 1857, 1858, 1859
- 1860-as évek: 1860, 1861, 1862, 1863, 1864, 1865, 1866, 1867, 1868, 1869
- 1870-es évek: 1870, 1871, 1872, 1873, 1874, 1875, 1876, 1877, 1878, 1879
- 1880-es évek: 1880, 1881, 1882, 1883, 1884, 1885, 1886, 1887, 1888, 1889
- 1890-es évek: 1890, 1891, 1892, 1893, 1894, 1895, 1896, 1897, 1898, 1899
- 1900-as évek: 1900, 1901, 1902, 1903, 1904, 1905, 1906, 1907, 1908, 1909
- 1910-es évek: 1910, 1911, 1912, 1913, 1914, 1915, 1916, 1917, 1918, 1919
- 1920-as évek: 1920, 1921, 1922, 1923, 1924, 1925, 1926, 1927, 1928, 1929
- 1930-as évek: 1930, 1931, 1932, 1933, 1934, 1935, 1936, 1937, 1938, 1939
- 1940-es évek: 1940, 1941, 1942, 1943, 1944, 1945, 1946, 1947, 1948, 1949
- 1950-es évek: 1950, 1951, 1952, 1953, 1954, 1955, 1956, 1957, 1958, 1959
- 1960-as évek: 1960, 1961, 1962, 1963, 1964, 1965, 1966, 1967, 1968, 1969
- 1970-es évek: 1970, 1971, 1972, 1973, 1974, 1975, 1976, 1977, 1978, 1979
- 1980-as évek: 1980, 1981, 1982, 1983, 1984, 1985, 1986, 1987, 1988, 1989
- 1990-es évek: 1990, 1991, 1992, 1993, 1994, 1995, 1996, 1997, 1998, 1999
- 2000-es évek: 2000, 2001, 2002, 2003, 2004, 2005, 2006, 2007, 2008, 2009
- 2010-es évek: 2010, 2011, 2012, 2013, 2014, 2015, 2016, 2017, 2018, 2019
- 2020-as évek: 2020, 2021

## A lista jellemzői
A régebbi kötetek gyakori beszerezhetetlensége, és gyakran a bibliográfiai művek hiányosságai miatt az alábbi lista nem tekinthető teljesnek, mindazonáltal törekszik arra, hogy legalább a fontosabb könyvsorozatokat feltétlenül szerepeltesse. A listával kapcsolatban a következő szempontokat érdemes kiemelni:
- A szereplő könyvsorozatok esetében is lehetnek pontatlanságok, hibák a fentiek miatt bármilyen adattal kapcsolatban.  (Pl. gyakran egy könyvsorozat könyvkiadója idővel nevet változtatott, vagy más kiadó folytatta a könyvsorozat kiadását. Vagy: a könyvsorozat idővel – esetleges részlegesen – nevet változtatott.)
- Az összeállítás több, egymástól eltérő adat esetén igyekezett a legmegbízhatóbbnak tűnőt kiválasztani.
- Ahol nem határozható meg a pontos kiadási idő, ott az évtized van általánosan jelölve (pl. 1850-es évek).
- A listában nem szerepelnek azok a megindított könyvsorozatok, amelyek 1-2 megjelent mű után megszűntek.

- Egyes könyvsorozatok bizonyos szempontból folyóiratoknak is tekinthetők, az egyes kötetek pedig a folyóirat egyes számainak.
- A lista nem sorolja fel a kizárólagosan egyes szerzők (pl. Jókai Mór, Lev Tolsztoj) műveinek kiadására szakosodott sorozatokat, azokkal a Magyar írói, költői összkiadás-sorozatok listája foglalkozik.
- A különböző jegyzőkönyvek, ügyirati sorozatok, iskolai értesítők, folyóiratok, naptárak, illetve a Magyarországon megjelent idegen nyelvű könyvsorozatok a listában nem szerepelnek.
- A könnyű kezelhetőség miatt a lista egyszerű kronologikus módon, az adott sorozat első kötetének megjelenési idejét alapul véve épül fel.

## Könyvsorozatok a 19. század közepéig
| Megjelenési idő | Cím                                             | Jelleg                      | Kiadó                                          | Megjelenési hely    | Megjegyzés | Kép |
| --------------- | ----------------------------------------------- | --------------------------- | ---------------------------------------------- | ------------------- | --- | --- |
| 1805–1808       | Prédikátori Tárház                              | teológiai                   | ?                                              | Veszprém            | 4 kötet |     |
| 1805–1806       | Téli és Nyári Könyvtár                          | szépirodalmi                | Landerer Mihály kiadása                        | Pozsony             | 6 kötet |     |
| 1818            | Lelki Pásztori Tárház                           | teológiai                   | ?                                              | Pest                | 4 kötet |     |
| 1832–1836       | Gazdasági Könyvtár                              | mezőgazdasági               | Wigand Ottó és Heckenast Gusztáv               | Pest                | 10 kötet |     |
| 1832–1834       | Magyar Egyházi Beszédek Gyüjteménye             | teológiai                   | ?                                              | Pest                | 6 kötet |     |
| 1833–1837       | Erdélyi Prédikátori Tár                         | teológiai                   | ?                                              | Kolozsvár           | 8 kötet. Folyóirat jellegű. |     |
| 1832–1839       | Egyházi Tár                                     | teológiai                   | ?                                              | Pest                | 1. és 2. füzete Vallás- és Egyházi Tár címmel jelent meg. Folyóirat jellegű.                                                             |     |
| 1833–1908       | Munkálatok                                      | teológiai                   | ?                                              | Pest, majd Budapest | 71 kötet |     |
| 1843–1844       | Franczia Regénycsarnok                          | szépirodalmi                | Barráné és Stein kiadása                       | Kolozsvár           | 12 kötet |     |
| 1843–1844       | Külföldi Regénytár                              | szépirodalmi                | Kisfaludy Társaság                             | Pest                | 23 kötet |     |
| 1843–1853       | Nemzeti Könyvtár                                | szépirodalmi                | Hartleben K. A. Kilián György és Emich Gusztáv | Budapest            | 10 kötet |     |
| 1844–1846       | Új Külföldi Regénytár                           | szépirodalmi                | Kisfaludy Társaság                             | Pest                | 10 kötet |     |
| 1848–1914       | Magyar Népköltési Gyüjtemény                    | néprajzi, irodalomtörténeti | Beimel József, majd Athenaeum r.-t             | Pest, Budapest      | 13 kötet |     |
| 1849–1858       | Különféle Viszonyokra Vonatkozó Papi Dolgozatok | teológiai                   | Kókai Lajos kiadása                            | Kecskemét           | 12 kötet. Folytatása volt a Különféle Papi Dolgozatok (1859–1860, 3 kötet) és a Papi Dolgozatok Különféle Esetekre (1864–1869, 3 kötet). |     |
| 1849–1871       | Papi Dolgozatok Gyászesetekre                   | teológiai                   | Kókai Lajos kiadása                            | Kecskemét           | 13 kötet |     |

## 1850-es évek
| Kép | Cím                                  | Jelleg       | Kiadó                            | Megjelenési hely | Megjelenési idő   | Megjegyzés |
| --- | ------------------------------------ | ------------ | -------------------------------- | ---------------- | ----------------- | ---------- |
|     | Magyar Remekírók                     | szépirodalmi | Heckenast Gusztáv kiadása        | Pest             | 1850-es évek      | 12 kötet   |
|     | Ifjúsági Könyvtár                    | ifjúsági     | Engel és Mandello/Lauffer Vilmos | Pest             | 1850-es évek      |            |
|     | Ó-kori klasszikusok. Római Remekirók | szépirodalom | Lampel Róbert                    | Pest             | 1850-es évek–1873 |            |

### 1852
| Kép | Cím                    | Jelleg     | Kiadó         | Megjelenési hely | Megjelenési idő | Megjegyzés |
| --- | ---------------------- | ---------- | ------------- | ---------------- | --------------- | ---------- |
|     | Újabb Nemzeti Könyvtár | történelmi | Emich Gusztáv | Pest             | 1852–1855       | 6 kötet    |

### 1853
| Kép | Cím                       | Jelleg       | Kiadó                     | Megjelenési hely | Megjelenési idő | Megjegyzés |
| --- | ------------------------- | ------------ | ------------------------- | ---------------- | --------------- | ---------- |
|     | Külföldi Regénycsarnok    | szépirodalmi | ?                         | Pest             | 1853–1858?      | 16 kötet   |
|     | Magyar Nők Házi Könyvtára | szépirodalmi | Heckenast Gusztáv kiadása | Pest             | 1853            | 3 kötet    |

### 1854
| Kép | Cím                                                                  | Jelleg    | Kiadó                                 | Megjelenési hely              | Megjelenési idő | Megjegyzés |
| --- | -------------------------------------------------------------------- | --------- | ------------------------------------- | ----------------------------- | --------------- | ---------- |
|     | Kis Könyvtár, Vagyis Hasznos, Mulatságos Olvasmány Gyermekek Számára | ifjúsági  | Müller Emil, Beimel J. és Kozma Vazul | Pest                          | 1854–1855       | 12 füzet   |
|     | Protestáns Lelkészi Tár                                              | teológiai | ?                                     | Pest                          | 1854–1855       | 4 kötet    |
|     | Történetekkel Felvilágosított Egyházi Beszédek                       | teológiai | ?                                     | Székesfehérvár, Vác, Budapest | 1854–1881       | 22 kötet   |

### 1855
| Kép | Cím                                                                                      | Jelleg       | Kiadó                     | Megjelenési hely | Megjelenési idő | Megjegyzés |
| --- | ---------------------------------------------------------------------------------------- | ------------ | ------------------------- | ---------------- | --------------- | ---------- |
|     | Magyar Nép Könyvtára                                                                     | szépirodalmi | Heckenast Gusztáv kiadása | Pest             | 1855            | 5 kötet    |
|     | Téli Könyvtár                                                                            | szépirodalmi | Heckenast Gusztáv kiadása | Pest             | 1855–1856       | 20 kötet   |
|     | Pázmány-füzetek. Egyházi Beszédek, Homiliák, Templomi és Iskolai Katekesisek Gyűjteménye | teológiai    | Szent István Társulat     | Pest             | 1855–1859       | 4 kötet    |

### 1856
| Kép | Cím                | Jelleg       | Kiadó                     | Megjelenési hely | Megjelenési idő | Megjegyzés |
| --- | ------------------ | ------------ | ------------------------- | ---------------- | --------------- | ---------- |
|     | Vasárnapi Könyvtár | szépirodalmi | Heckenast Gusztáv kiadása | Pest             | 1856–1859       | 30 kötet   |

### 1857
| Kép | Cím                                 | Jelleg       | Kiadó                | Megjelenési hely    | Megjelenési idő | Megjegyzés |
| --- | ----------------------------------- | ------------ | -------------------- | ------------------- | --------------- | ---------- |
|     | Kis Pajtások 6 Krajczáros Könyvtára | szépirodalmi | Magyar Mihál Kiadása | Pest                | 1857            | 5 kötet    |
|     | Hétköznapi Könyvtár                 | szépirodalmi | ?                    | Pest                | 1857            | 4 kötet    |
|     | Mátyás Diák Könyvesháza             | szépirodalmi | ?                    | Pest                | 1857            | 6 kötet    |
|     | Erdélyi Protestáns Egyházi Tár      | teológiai    | ?                    | ?                   | 1857–1858       | 2 kötet    |
|     | Magyar Történelmi Emlékek           | történelmi   | ?                    | Pest, majd Budapest | 1857–1917       | 100< kötet |

### 1858
| Kép | Cím              | Jelleg    | Kiadó | Megjelenési hely | Megjelenési idő | Megjegyzés |
| --- | ---------------- | --------- | ----- | ---------------- | --------------- | ---------- |
|     | Egyházi Könyvtár | teológiai | ?     | Debrecen         | 1858–1860       | 8 kötet    |

## 1860-as évek

### 1860
| Kép | Cím               | Jelleg       | Kiadó                     | Megjelenési hely | Megjelenési idő | Megjegyzés |
| --- | ----------------- | ------------ | ------------------------- | ---------------- | --------------- | ---------- |
|     | Irodalmi Kincstár | szépirodalmi | Heckenast Gusztáv kiadása | Pest             | 1860–1869       | 12 kötet   |

### 1861
| Kép | Cím             | Jelleg       | Kiadó                            | Megjelenési hely    | Megjelenési idő | Megjegyzés |
| --- | --------------- | ------------ | -------------------------------- | ------------------- | --------------- | ---------- |
|     | Falusi Könyvtár | szépirodalmi | Franklin Irodalmi és Nyomdai Rt. | Pest, majd Budapest | 1861–1909       | 60 kötet   |

### 1862
| Kép | Cím                    | Jelleg       | Kiadó                     | Megjelenési hely | Megjelenési idő | Megjegyzés |
| --- | ---------------------- | ------------ | ------------------------- | ---------------- | --------------- | ---------- |
|     | Magyar Ember Könyvtára | szépirodalmi | Heckenast Gusztáv kiadása | Pest             | 1862            | 4 kötet    |

### 1863
| Kép | Cím             | Jelleg        | Kiadó             | Megjelenési hely | Megjelenési idő | Megjegyzés |
| --- | --------------- | ------------- | ----------------- | ---------------- | --------------- | ---------- |
|     | Nemzeti Színház | színművészeti | Heckenast Gusztáv | Pest             | 1863            | 6 kötet    |

### 1864
| Kép | Cím                                    | Jelleg        | Kiadó             | Megjelenési hely | Megjelenési idő | Megjegyzés |
| --- | -------------------------------------- | ------------- | ----------------- | ---------------- | --------------- | ---------- |
|     | Ifjúsági Színház                       | színművészeti | Traub B. és társa | Szeged           | 1864–1871       | 6 kötet    |
|     | Könnyű és Népszerű Falusi Prédikácziók | teológiai     | ?                 | Pécs             | 1864–1876       | 13 kötet   |

### 1866
| Kép | Cím                                           | Jelleg    | Kiadó                             | Megjelenési hely    | Megjelenési idő | Megjegyzés        |
| --- | --------------------------------------------- | --------- | --------------------------------- | ------------------- | --------------- | ----------------- |
|     | Katholikus Lelkipásztor                       | teológiai | ?                                 | Pest                | 1866–1870       | 5 kötet           |
|     | Kis Nemzeti Muzeum                            | vegyes    | Franklin Társulat                 | Pest                | 1866?–1890      | 50 kötet          |
|     | A Magyar Orvosi Könyvkiadó Társulat Könyvtára | orvosi    | Magyar Orvosi Könyvkiadó Társulat | Pest, majd Budapest | 1866–1949       | kb. 170 (?) kötet |

### 1867
| Kép | Cím                                            | Jelleg               | Kiadó                              | Megjelenési hely    | Megjelenési idő | Megjegyzés                    |
| --- | ---------------------------------------------- | -------------------- | ---------------------------------- | ------------------- | --------------- | ----------------------------- |
|     | Magyar Hölgyek Könyvtára                       | szépirodalmi         | A Családi kör melléklete           | Pest, majd Budapest | 1867–1876?      | 60< kötet                     |
|     | Értekezések a Nyelv- és Széptudományok Köréből | nyelvészet, irodalom | Magyar Tudományos Akadémia Kiadása | Pest, majd Budapest | 1867–1914       | 23 kötet számos kis füzettel. |

## 1870-es évek
| Kép | Cím                             | Jelleg       | Kiadó                | Megjelenési hely    | Megjelenési idő    | Megjegyzés |
| --- | ------------------------------- | ------------ | -------------------- | ------------------- | ------------------ | ---------- |
|     | Magyar Könyvesház               | szépirodalmi | Aigner Lajos kiadása | Pest, majd Budapest | 1870-es évek–1889  | 155 kötet  |
|     | Népiskolai Könyvtár             | szépirodalmi | több kiadó           | Pest, majd Budapest | 1870-es évek–1916? |            |
|     | Kortársaink. Életrajzi Vázlatok | életrajzi    | Stampfel Kiadó       | Pest                | 1870-es évek       |            |
|     | Tudományok Csarnoka             | tudományos   | ?                    | Pest                | 1870-es évek       |            |

### 1870
| Kép | Cím                     | Jelleg    | Kiadó | Megjelenési hely | Megjelenési idő | Megjegyzés                                                                                                   |
| --- | ----------------------- | --------- | ----- | ---------------- | --------------- | --- |
|     | Kecskeméti Lelkészi Tár | teológiai | ?     | Pest             | 1870–1871       | 3 kötet. 3 kötettel kiegészítve Protestáns Egyházi Beszédek Gyűjteménye címmel újra megjelent 1876–1878-ban. |

### 1871
| Kép | Cím                         | Jelleg        | Kiadó                            | Megjelenési hely    | Megjelenési idő         | Megjegyzés |
| --- | --------------------------- | ------------- | -------------------------------- | ------------------- | ----------------------- | ---------- |
|     | Prédikátori Tár             | teológiai     | Demjén Lajos Kiadása             | Kolozsvár           | 1871–1891               | 6 kötet    |
|     | A Nemzeti Színház Könyvtára | színművészeti | Pfeifer Ferdinánd kiadása        | Pest, majd Budapest | 1871–1900-as évek eleje | 164 kötet  |
|     | Házi Könyvtár               | vegyes        | Szent István Társulat            | Pest, majd Budapest | 1871–1885               | 52 kötet   |
|     | Történeti Könyvtár          | történelmi    | Franklin Irodalmi és Nyomdai Rt. | Pest, majd Budapest | 1871–1885               | 92 kötet   |

### 1872
| Kép | Cím                                    | Jelleg             | Kiadó                                      | Megjelenési hely    | Megjelenési idő | Megjegyzés |
| --- | -------------------------------------- | ------------------ | ------------------------------------------ | ------------------- | --------------- | ---------- |
|     | Természettudományi Könyvkiadó Vállalat | természettudományi | Királyi Magyar Természettudományi Társulat | Pest, majd Budapest | 1872–1946       | 130 kötet  |

### 1874
| Kép | Cím                                               | Jelleg                    | Kiadó                          | Megjelenési hely | Megjelenési idő | Megjegyzés |
| --- | ------------------------------------------------- | ------------------------- | ------------------------------ | ---------------- | --------------- | ---------- |
|     | A Magyar Tudományos Akadémia Könyvkiadó Vállalata | társadalomtudományi       | Magyar Tudományos Akadémia     | Budapest         | 1874–1944       | 252 kötet  |
|     | Nyelvemléktár                                     | szépirodalmi, nyelvészeti | Magyar Tudományos Akadémia     | Budapest         | 1874–1908       | 15 kötet   |
|     | Népirodalom                                       | szépirodalom              |                                | Arad             | 1874–1875       | 9 kötet    |
|     | Protestáns Theológiai Könyvtár                    | teológiai                 | Magyarországi Protestansegylet | Budapest         | 1874–1882       |            |

### 1875
| Kép | Cím                                  | Jelleg                 | Kiadó                            | Megjelenési hely | Megjelenési idő | Megjegyzés     |
| --- | ------------------------------------ | ---------------------- | -------------------------------- | ---------------- | --------------- | -------------- |
|     | Olcsó Könyvtár                       | nagyrészt szépirodalmi | Franklin Irodalmi és Nyomdai Rt. | Budapest         | 1875–1920       | kb. 2400 kötet |
|     | A Népszinház Könyvtára               | színművészeti          | Pfeifer Ferdinánd kiadása        | Budapest         | 1875–1877       | 8 kötet        |
|     | Zöld Könyvtár                        | vegyes                 | Franklin Társulat                | Budapest         | 1875–1884       | 12 kötet       |
|     | Pfeifer Ferdinánd Ifjusági Könyvtára | ifjúsági szépirodalmi  | Pfeifer Ferdinánd kiadása        | Budapest         | 1875–1877       | 32 kötet       |

### 1876
| Kép | Cím                        | Jelleg       | Kiadó                            | Megjelenési hely | Megjelenési idő | Megjegyzés |
| --- | -------------------------- | ------------ | -------------------------------- | ---------------- | --------------- | ---------- |
|     | Közhasznú Családi Könyvtár | vegyes       | Franklin Irodalmi és Nyomdai Rt. | Budapest         | 1876–1899       | 33 kötet   |
|     | Mulattató Zsebkönyvtár     | szépirodalom | Buzárovits Gusztáv kiadása       | Esztergom        | 1876?–1893      | 52 kötet   |
|     | Népiskolai Ismerettár      | vegyes       | Lauffer Vilmos                   | Budapest         | 1876–1877       | 6 kötet    |

### 1877
| Kép | Cím                     | Jelleg       | Kiadó                            | Megjelenési hely | Megjelenési idő | Megjegyzés |
| --- | ----------------------- | ------------ | -------------------------------- | ---------------- | --------------- | ---------- |
|     | Jeles Írók Iskolai Tára | szépirodalmi | Franklin Irodalmi és Nyomdai Rt. | Budapest         | 1877–1911       | 94 kötet   |
|     | Ifjúsági Iratok Tára    | szépirodalmi | Franklin Irodalmi és Nyomdai Rt. | Budapest         | 1877–1883       | 13 kötet   |
|     | Régi Magyar Költők Tára | szépirodalmi | Magyar Tudományos Akadémia       | Budapest         | 1877–1937       | 13 kötet   |

### 1878
| Kép | Cím                | Jelleg       | Kiadó                            | Megjelenési hely | Megjelenési idő | Megjegyzés   |
| --- | ------------------ | ------------ | -------------------------------- | ---------------- | --------------- | ------------ |
|     | Vasárnapi Könyvtár | szépirodalmi | Franklin Irodalmi és Nyomdai Rt. | Budapest         | 1878–1907       | kb. 60 kötet |

### 1879
| Kép | Cím                   | Jelleg       | Kiadó                             | Megjelenési hely | Megjelenési idő | Megjegyzés |
| --- | --------------------- | ------------ | --------------------------------- | ---------------- | --------------- | ---------- |
|     | Történeti Kézikönyvek | történelmi   | Athenaeum Irodalmi és Nyomdai Rt. | Budapest         | 1879–1890       | 14 kötet   |
|     | Nemzeti Könyvtár      | szépirodalom | Aigner Lajos                      | Budapest         | 1879–1890       | 38 kötet   |
|     | Piros Könyvtár        | szépirodalom | Lampel Róbert                     | Budapest         | 1879–1885       | 34 kötet   |

## 1880-as évek
| Kép | Cím                                                     | Jelleg        | Kiadó                                                 | Megjelenési hely | Megjelenési idő           | Megjegyzés         |
| --- | ------------------------------------------------------- | ------------- | ----------------------------------------------------- | ---------------- | ------------------------- | ------------------ |
|     | Olvasótár. Válogatott Beszélyek és Regények Gyüjteménye | szépirodalmi  | (Hirhager K.) Szüts és tsa.                           | Budapest         | 1880-as évek              | 52 kötet.          |
|     | Bölcsészeti Füzetek                                     | filozófiai    | Szolcsányi Gy. bizománya                              | Eger             | 1880-as évek              | Legalább 24 kötet. |
|     | Az Ifjuság Olcsó Könyvtára                              | ifjúsági      | Révai Testvérek                                       | Budapest         | 1880-as évek              |                    |
|     | Sport-könyvtár                                          | sport         | Wilckens és Waidl bizománya                           | Budapest         | 1880-as évek              |                    |
|     | A Népszinház Műsora                                     | színművészeti | Ifj. Nagel Ottó kiadása                               | Budapest         | 1880-as évek–1900         | 29 kötet           |
|     | A Magyar Királyi Operaház Könyvtára                     | zenei         | Pfeifer Ferdinánd kiadása                             | Budapest         | 1880-as évek–1893         | 46 kötet           |
|     | Magyar Regény-Csarnok                                   | szépirodalmi  | Aigner Lajos kiadása                                  | Budapest         | 1880-as évek              |                    |
|     | Jó Könyvek                                              | szépirodalmi  | Méhner Vilmos kiadása                                 | Budapest         | 1880-as évek              |                    |
|     | Magyar Mesemondók                                       | szépirodalmi  | Méhner Vilmos kiadása                                 | Budapest         | 1880-as évek–1900-as évek |                    |
|     | Históriák, nóták                                        | szépirodalmi  | Méhner Vilmos kiadása                                 | Budapest         | 1880-as évek              |                    |
|     | Theologiai Szakkönyvtár                                 | teológiai     | ?                                                     | Pozsony          | 1880-as évek              |                    |
|     | A Kisfaludy Társaság könyvsorozata                      | vegyes        | Franklin-Társulat Magyar Irod. Intézet és Könyvnyomda | Budapest         | 1880-as évek–1920-as évek | 67< kötet          |

### 1880
| Kép | Cím                             | Jelleg                | Kiadó         | Megjelenési hely     | Megjelenési idő | Megjegyzés |
| --- | ------------------------------- | --------------------- | ------------- | -------------------- | --------------- | ---------- |
|     | Evangéliumi Lelkészi Tár        | teológiai             | ?             | Nagybánya, Kecskemét | 1880–1887       |            |
|     | Gross Magyar Ifjusági Könyvtára | ifjúsági szépirodalmi | Gross kiadása | Győr                 | 1880–1884       | 25 kötet   |

### 1881
| Kép | Cím                               | Jelleg       | Kiadó                            | Megjelenési hely | Megjelenési idő | Megjegyzés                              |
| --- | --------------------------------- | ------------ | -------------------------------- | ---------------- | --------------- | --------------------------------------- |
|     | Tanulók Könyvtára                 | szépirodalmi | Stampfel Károly kiadása          | Pozsony          | 1881–1915       | 103 kötet                               |
|     | Filozófiai Írók Tára              | filozófiai   | Franklin Irodalmi és Nyomdai Rt. | Budapest         | 1881–1918       | 29 kötet                                |
|     | A Magyar Nemzet Családi Könyvtára | szépirodalmi | Ráth Mór kiadása                 | Budapest         | 1881–1885       | 118 kötet                               |
|     | Regényvilág                       | szépirodalmi | Révai Testvérek                  | Budapest         | 1881–1885       | kb. 100 kötet                           |
|     | Magyar Könyvtár                   | szépirodalmi | Aigner Lajos                     | Budapest         | 1881–1882       | 9 kötet                                 |
|     | Papi Dolgozatok Gyászesetekre     | teológiai    | Kókai Lajos kiadása              | Budapest         | 1881            | Az 1850-es évekbeli sorozat új kiadása. |

### 1882
| Kép | Cím                                                | Jelleg    | Kiadó                      | Megjelenési hely | Megjelenési idő | Megjegyzés |
| --- | -------------------------------------------------- | --------- | -------------------------- | ---------------- | --------------- | ---------- |
|     | Mesterségek Könyvtára                              | műszaki   | Athanaeum                  | Budapest         | 1882–1884       | 3 kötet    |
|     | Unitárius Kis Könyvtár                             | teológiai | Kókai Lajos Kiadása        | Budapest         | 1882–1894       | 64 kötet   |
|     | Papi Dolgozatok Különféle Esetekre                 | teológiai | Kókai Lajos Kiadása        | Budapest         | 1882            | 15 kötet   |
|     | Magyar Helikon – Jeles Férfiak Életrajzai          | életrajzi | Stampfel Károly kiadása    | Pozsony          | 1882–1885       | 60 kötet   |
|     | Az MTA Elhunyt Tagjai Fölött Tartott Emlékbeszédek | életrajzi | Magyar Tudományos Akadémia | Budapest         | 1882–1947       | 24 kötet   |

### 1883
| Kép | Cím                | Jelleg       | Kiadó             | Megjelenési hely | Megjelenési idő | Megjegyzés |
| --- | ------------------ | ------------ | ----------------- | ---------------- | --------------- | ---------- |
|     | Külföldi Színműtár | szépirodalmi | Lampel Róbert     | Budapest         | 1883            | 4 kötet    |
|     | Utazások Könyvtára | földrajzi    | Franklin Társulat | Budapest         | 1883–1885       | 5 kötet    |

### 1884
| Kép | Cím                                                                                | Jelleg       | Kiadó                       | Megjelenési hely | Megjelenési idő | Megjegyzés |
| --- | ---------------------------------------------------------------------------------- | ------------ | --------------------------- | ---------------- | --------------- | ---------- |
|     | Pikáns Könyvtár                                                                    | szépirodalmi | Robicsek Zsigmond bizománya | Budapest         | 1884            | 6 kötet    |
|     | A Tiszántúli Evangélium Szerint Reformált Egyházkerület Népiskolai Könyvkiadványai | vegyes       | Csáthy Károly               | Budapest         | 1884–1885       | 8 kötet    |

### 1885
| Kép | Cím                         | Jelleg       | Kiadó                                  | Megjelenési hely | Megjelenési idő | Megjegyzés    |
| --- | --------------------------- | ------------ | -------------------------------------- | ---------------- | --------------- | ------------- |
|     | Pallas Könyvtár             | szépirodalmi | Pallas Rt.                             | Budapest         | 1885–1891       | 60 kötet      |
|     | Egyetemes Regénytár         | szépirodalmi | Singer és Wolfner Irodalmi Intézet Rt. | Budapest         | 1885–1931       | kb. 300 kötet |
|     | Magyar Történeti Életrajzok | történelmi   | Magyar Történelmi Társulat             | Budapest         | 1885–1920       | 58 kötet      |
|     | Magyar Szalon Könyvtár      | szépirodalmi | Révai Testvérek                        | Budapest         | 1885            | 70 kötet      |

### 1886
| Kép | Cím                       | Jelleg       | Kiadó                 | Megjelenési hely | Megjelenési idő | Megjegyzés |
| --- | ------------------------- | ------------ | --------------------- | ---------------- | --------------- | ---------- |
|     | Szépirodalmi Kis Könyvtár | szépirodalmi | Grill Károly Kiadása  | Budapest         | 1886            | 5 kötet    |
|     | Szünidei Könyvtár         | ifjúsági     | Révai Testvérek       | Budapest         | 1886            | 6 kötet    |
|     | Népiratkák                | vegyes       | Szent István Társulat | Budapest         | 1886–1919       | 329 kötet  |

### 1887
| Kép | Cím                                   | Jelleg | Kiadó                | Megjelenési hely | Megjelenési idő | Megjegyzés   |
| --- | ------------------------------------- | ------ | -------------------- | ---------------- | --------------- | ------------ |
|     | Történeti, Nép- és Földrajzi Könyvtár | vegyes | Szabó Ferenc kiadása | Nagybecskerek    | 1887–1903       | kb. 70 kötet |

### 1888
| Kép | Cím                     | Jelleg       | Kiadó                | Megjelenési hely | Megjelenési idő | Megjegyzés |
| --- | ----------------------- | ------------ | -------------------- | ---------------- | --------------- | ---------- |
|     | Egyetemes Könyvtár      | szépirodalmi | Gros Gusztáv kiadása | Győr             | 1888–1895       | 76 kötet   |
|     | Urak Könyvtára          | szépirodalmi | Ruzicska Ármin       | Budapest         | 1888            | 3 kötet    |
|     | Német Írók Iskolai Tára | szépirodalmi | Lampel Róbert        | Budapest         | 1888–1892       | 4 kötet    |

### 1889
| Kép | Cím                          | Jelleg       | Kiadó                   | Megjelenési hely | Megjelenési idő | Megjegyzés                            |
| --- | ---------------------------- | ------------ | ----------------------- | ---------------- | --------------- | ------------------------------------- |
|     | Magyar Hölgyek Életrajzai    | szépirodalmi | Stampfel Károly kiadása | Pozsony          | 1889            | 10 kötet (Egybekötve is megjelentek.) |
|     | A Magyar Ifjúság Könyvesháza | szépirodalmi | Stampfel Károly kiadása | Pozsony          | 1889–1890       | 38 kötet                              |
|     | Oktató Népkönyvtár           | vegyes       | Lepsényi Miklós kiadása | Pozsony          | 1889–1907       | 58 kötet                              |

## 1890-es évek
| Kép | Cím                                                   | Jelleg                | Kiadó                                                                  | Megjelenési hely | Megjelenési idő           | Megjegyzés         |
| --- | ----------------------------------------------------- | --------------------- | ---------------------------------------------------------------------- | ---------------- | ------------------------- | ------------------ |
|     | Mulattató és Hasznos Olvasmányok a Magyar Nép Számára | vegyes                | Méhner Vilmos                                                          | Budapest         | 1890-es évek              | 69 kötet           |
|     | A Magyar Gazdaszövetség Kiadványai                    | mezőgazdasági         | Pátria r.-t.                                                           | Budapest         | 1890-es évek–1903         | 63 kötet           |
|     | A Luther-Társaság Kiadványai                          | vallásos              | Luther-Társaság                                                        | Budapest         | 1890-es évek–1914         | 77 kötet           |
|     | Nemzeti Regénytár                                     | szépirodalmi          | Athenaeum                                                              | Budapest         | 1890-es évek              |                    |
|     | Ifjúsági Könyvtár                                     | ifjúsági              | Laiszky János                                                          | Esztergom        | 1890-es évek              |                    |
|     | Ifjúsági Könyvtár                                     | ifjúsági              | Stampfel Károly                                                        | Pozsony          | 1890-es évek              |                    |
|     | Ifjúsági Könyvtár                                     | ifjúsági szépirodalmi | Lampel Róbert (Wodianer F. és Fiai) Cs. és Kir. Udvari Könyvkereskedés | Budapest         | 1890-es évek              |                    |
|     | Magyar Népkönyvtár                                    | szépirodalmi          | Méhner Vilmos kiadása                                                  | Budapest         | 1890-es évek              | 40 kötet           |
|     | A Magyar és Világirodalom Kincsestára                 | szépirodalmi          | Athenaeum Irodalmi és Nyomdai Rt.                                      | Budapest         | 1890-es évek              | kb. 50 kötet       |
|     | Középiskolai Olvasmányok Tára                         | szépirodalom          | ?                                                                      | Budapest         | 1890-es évek              |                    |
|     | Magyar Szalon-Könyvtár                                | szépirodalom          | ?                                                                      | Budapest         | 1890-es évek              |                    |
|     | A Magyar Protestáns Irodalmi Társaság kiadványai      | egyháztörténeti       | Magyar Protestáns Irodalmi Társaság                                    | Budapest         | 1890-es évek–1911 után    | Legalább 28 kötet. |
|     | Szépirodalmi Házi Könyvtár                            | szépirodalmi          | Athenaeum Irodalmi és Nyomdai Rt.                                      | Budapest         | 1890-es évek–1900-as évek | 64 kötet           |
|     | Fiatal Leányok Regénytára                             | szépirodalmi          | Athenaeum Irod. és Nyomdai R. T.                                       | Budapest         | 1890-es évek–1920-as évek |                    |

### 1890
| Kép | Cím                                           | Jelleg       | Kiadó                  | Megjelenési hely | Megjelenési idő | Megjegyzés |
| --- | --------------------------------------------- | ------------ | ---------------------- | ---------------- | --------------- | ---------- |
|     | Modern Dekameron                              | szépirodalmi | Gerő és Kostyál        | Budapest         | 1890–1894       | 4 kötet    |
|     | Útközben! Mulatságos Elbeszélések Gyűjteménye | szépirodalmi | Grimm Gusztáv Kiadása  | Budapest         | 1890            | 12 kötet   |
|     | Szépirodalmi Könyvtár                         | szépirodalmi | Ruzitska Ármin Kiadása | Budapest         | 1890–1893       | 36 kötet   |

### 1891
| Kép | Cím                   | Jelleg   | Kiadó       | Megjelenési hely | Megjelenési idő | Megjegyzés |
| --- | --------------------- | -------- | ----------- | ---------------- | --------------- | ---------- |
|     | Forgó Bácsi Könyvtára | ifjúsági | Eggenberger | Budapest         | 1891–1899       | 17 kötet   |

### 1892
| Kép | Cím                                       | Jelleg                | Kiadó                             | Megjelenési hely | Megjelenési idő | Megjegyzés |
| --- | ----------------------------------------- | --------------------- | --------------------------------- | ---------------- | --------------- | ---------- |
|     | Új Dekameron                              | szépirodalmi          | Ráth Mór                          | Budapest         | 1892–1893       | 4 kötet    |
|     | Magyar Dekameron                          | szépirodalmi          | Singer és Wolfner                 | Budapest         | 1892–1893       | 5 kötet    |
|     | Az Athenaeum Kézikönyvtára                | vegyes                | Athenaeum Irodalmi és Nyomdai Rt. | Budapest         | 1892–1900       | 18 kötet   |
|     | Ifjúsági Tárogató                         | ifjúsági szépirodalmi | Rózsa Kálmán és neje kiadása      | Budapest         | 1892            | 25 kötet   |
|     | Kis Könyvtár (Berger Miksa Kis Könyvtára) | szépirodalmi          | Lampel Róbert                     | Máramarossziget  | 1892–1893       |            |
|     | Nemzetgazdasági Írók Tára                 | közgazdaságtani       | Pallas Rt.                        | Budapest         | 1892–1899       | 10 kötet   |

### 1893
| Kép | Cím                        | Jelleg       | Kiadó                             | Megjelenési hely | Megjelenési idő | Megjegyzés |
| --- | -------------------------- | ------------ | --------------------------------- | ---------------- | --------------- | ---------- |
|     | Magyar Történeti Színműtár | szépirodalmi | Magyar Tudományos Akadémia        | Budapest         | 1893–1898       | 6 kötet    |
|     | Az Athenaeum Olvasótára    | szépirodalmi | Athenaeum Irodalmi és Nyomdai Rt. | Budapest         | 1893?–1902      | 288 kötet  |
|     | Könyves Kálmán Regénytára  | szépirodalmi | Könyves Kálmán Rt.                | Budapest         | 1893            | 12 kötet   |
|     | Hazafias Könyvtár          | szépirodalmi | Stampfel Károly                   | Pozsony          | 1893–1898       | 40 kötet   |

### 1894
| Kép | Cím                                                                          | Jelleg       | Kiadó                               | Megjelenési hely | Megjelenési idő | Megjegyzés |
| --- | ---------------------------------------------------------------------------- | ------------ | ----------------------------------- | ---------------- | --------------- | --- |
|     | A »Magyar Ujság« Regénycsarnoka                                              | szépirodalmi | Magyar Irodalmi Részvény Társaság   | Budapest         | 1894–1897       | 13 kötet |
|     | Koszorú                                                                      | szépirodalmi | Magyar Protestáns Irodalmi Társaság | Budapest         | 1894–1918       | 245 kötet |
|     | Szent István Társulat tudományos és irodalmi osztályának felolvasó üléseiből | tudományos   | Szent István Társulat               | Budapest         | 1894–1944       | 1918-ig 92 kötet. A sorozat ezt követően részekre oszlott: Szent István Akadémia hittudomány-bölcseleti osztályának felolvasásai, 1918-1944: Szent István Akadémia nyelv és széptudományi osztályának felolvasásai, 1918-1944: Szent István Akadémia történelem-, jog- és társadalomtudományi osztályának felolvasásai. |

### 1895
| Kép | Cím                                              | Jelleg       | Kiadó                                  | Megjelenési hely | Megjelenési idő   | Megjegyzés       |
| --- | ------------------------------------------------ | ------------ | -------------------------------------- | ---------------- | ----------------- | ---------------- |
|     | Külföldi Dekameron                               | szépirodalmi | Athenaeum                              | Budapest         | 1895              | 4 kötet          |
|     | Az Izraelita Magyar Irodalmi Társulat Kiadványai | judaisztikai | Lampel Róbert                          | Budapest         | 1895–1940-es évek |                  |
|     | Iparosok Olvasótára                              | műszaki      | Lampel Róbert                          | Budapest         | 1895–1917         |                  |
|     | Filléres Könyvtár                                | szépirodalmi | Singer és Wolfner Irodalmi Intézet Rt. | Budapest         | 1895–1915         | 363 kötet        |
|     | Monolog könyvtár                                 | szépirodalmi | Rozsnyai Károly                        | Budapest         | 1895–1910-es évek | 38 kötet         |
|     | A Magyar Nép Könyvtára                           | szépirodalmi | Szent István Társulat                  | Budapest         | 1895–1903         | 11 kötet         |
|     | Jeles Elbeszélők Kincsestára                     | szépirodalmi | Athenaeum Irod. és Nyomdai Rt.         | Budapest         | 1895?–1913?       | kb. 40 (?) kötet |

### 1896
| Kép | Cím                      | Jelleg | Kiadó                            | Megjelenési hely | Megjelenési idő | Megjegyzés |
| --- | ------------------------ | ------ | -------------------------------- | ---------------- | --------------- | ---------- |
|     | Egyetemes Ismeretek Tára | vegyes | Stampfel-féle Könyvkiadóhivatal  | Pozsony          | 1896–1899       | 7 kötet    |
|     | Corpus Juris Hungarici   | jogi   | Franklin Irodalmi és Nyomdai Rt. | Budapest         | 1896–1948       |            |

### 1897
| Kép | Cím                                           | Jelleg       | Kiadó                                                                        | Megjelenési hely | Megjelenési idő | Megjegyzés    |
| --- | --------------------------------------------- | ------------ | ---------------------------------------------------------------------------- | ---------------- | --------------- | ------------- |
|     | A Protestáns Irodalmi Társaság Házi Kincstára | teológiai    | Magyar Protestáns Irodalmi Társaság                                          | Budapest         | 1897–1916       | 16 kötet      |
|     | Az Athenaeum Mese-könyvtára                   | szépirodalmi | Athenaeum Irodalmi és Nyomdai Rt.                                            | Budapest         | 1897–1900       | 20 kötet      |
|     | Legjobb Könyvek                               | szépirodalmi | Légrády Testvérek                                                            | Budapest         | 1897–1919       | kb. 300 kötet |
|     | Magyar Könyvtár                               | szépirodalmi | Lampel Róbert (Wodianer Ferenc és Fiai) Császári és Királyi könyvkereskedése | Budapest         | 1897–1920       | 954 kötet     |
|     | Régi Magyar Könyvtár                          | szépirodalmi | Franklin Irodalmi és Nyomdai Rt.; Akadémia                                   | Budapest         | 1897–1937       | 37 kötet      |
|     | Iskolai Könyvtár                              | szépirodalom | Athenaeum                                                                    | Budapest         | 1897–1902       | 10 kötet      |

### 1898
| Kép | Cím                                           | Jelleg            | Kiadó                               | Megjelenési hely | Megjelenési idő   | Megjegyzés                           |
| --- | --------------------------------------------- | ----------------- | ----------------------------------- | ---------------- | ----------------- | ------------------------------------ |
|     | A Magyar Bányászfelőr Kézi Könyvtára          | műszaki           | Joerges Ágost özv. és fia           | Selmecbánya      | 1898–1907         | 20 kötet                             |
|     | Tudományos Zsebkönyvtár                       | vegyes            | Stampfel-féle Könyvkiadóhivatal     | Budapest         | 1898–1913         | 231 kötet                            |
|     | Magyar Protestáns Egyháztörténeti Monográfiák | egyháztörténeti   | Magyar Protestáns Irodalmi Társaság | Budapest         | 1898–1900-as évek |                                      |
|     | Nemzetünk Nagy Költői                         | irodalomtörténeti | Stampfel-féle Könyvkiadóhivatal     | Budapest         | 1898–1905         | 19 kötet                             |
|     | Grill-féle Jogi Könyvtár                      | jogi              | Grill Károly Könyvkiadó Vállalata   | Budapest         | 1898–1906         | 9 kötet                              |
|     | Fővárosi Színházak Műsora                     | vegyes            | Lampel Róbert                       | Budapest         | 1898–1899         | 54 kötet                             |
|     | Rozsnyai gyors nyelvmesterei                  | nyelvtanulás      | Rozsnyai Károly                     | Budapest         | 1898–1920-as évek | kb. 22 kötet                         |
|     | Francia Írók Iskolai Tára                     | szépirodalmi      | Stampfel Károly                     | Pozsony          | 1898              | 1 kötet. A sorozat nem folytatódott. |

### 1899
| Kép | Cím                                                  | Jelleg       | Kiadó                                          | Megjelenési hely | Megjelenési idő | Megjegyzés |
| --- | ---------------------------------------------------- | ------------ | ---------------------------------------------- | ---------------- | --------------- | ---------- |
|     | Monologok gyüjteménye                                | szépirodalmi | Deutsch Zsigmond és Társa, majd Singer-Wolfner | Budapest         | 1899–1916       | 206 füzet  |
|     | Népnevelők Könyvtára (1902-től Néptanítók Könyvtára) | vegyes       | Lampel Róbert                                  | Budapest         | 1899–1909       | 34 kötet   |
|     | Mesterségek Szótára                                  | műszaki      | Hornyánszky Viktor kiadása                     | Budapest         | 1899–1900       | 23 füzet   |

## 1900-as évek
| Kép | Cím                                                  | Jelleg           | Kiadó                                                             | Megjelenési hely | Megjelenési idő           | Megjegyzés |
| --- | ---------------------------------------------------- | ---------------- | ----------------------------------------------------------------- | ---------------- | ------------------------- | ---------- |
|     | A Tolnai Világlapja Ajándéka                         | szépirodalmi     | Magyar Kereskedelmi Közlöny Hírlap és Könyvkiadó Vállalat         | Budapest         | 1900-as évek?             | 30< kötet  |
|     | Szépirodalmi Kincstár                                | szépirodalom     | k. n.                                                             | Budapest         | 1900-as évek              | 8< kötet   |
|     | Révai Magyar Klasszikusai                            | szépirodalom     | Révai Testvérek                                                   | Budapest         | 1900-as évek–1920-as évek | 10< kötet  |
|     | Görög és római remekírók iskolai könyvtára           | szépirodalom     | Athenaeum                                                         | Budapest         | 1900-as évek              | 9 kötet    |
|     | Legjobb Olvasmányok                                  | vegyes           | Méhner Vilmos                                                     | Budapest         | 1900-as évek              | 24 kötet   |
|     | A Magyar Királyi Földmivelésügyi Minister Kiadványai | mezőgazdaságtani | Magyar Királyi Földmivelésügyi Minister                           | Budapest         | 1900-as évek              |            |
|     | Állatorvosi Kézi Könyvtár                            | orvosi           | Magyar Országos Állatorvos Egyesület                              | Budapest         | 1900-as évek–1909         |            |
|     | Legjobb Ifjúsági Könyvek                             | ifjúsági         | Lampel R. (Wodianer F. és Fiai) cs. és kir. udv. könyvkereskedése | Budapest         | 1900-as évek?             |            |
|     | Az Otthon Könyvtára                                  | szépirodalmi     | Phönix Irodalmi Részvénytársaság                                  | Budapest         | 1900-as évek              | 17 kötet   |
|     | Piros Könyvek                                        | szépirodalmi     | Singer és Wolfner                                                 | Budapest         | 1900-as évek              | 45 kötet   |
|     | Vidám Könyvtár                                       | szépirodalmi     | A Magyar Kiviteli és Csomagszállító Rt.                           | Budapest         | 1900-as évek–1919         | 44 kötet   |

### 1900
| Kép | Cím                                            | Jelleg        | Kiadó                                                                  | Megjelenési hely | Megjelenési idő | Megjegyzés |
| --- | ---------------------------------------------- | ------------- | ---------------------------------------------------------------------- | ---------------- | --------------- | ---------- |
|     | A »Demokratia« Páholy Könyvtára                | szabadkőműves | a páholy kiadása                                                       | Budapest         | 1900–1905       | 66 kötet   |
|     | Aranykönyvek                                   | szépirodalmi  | Franklin Társulat                                                      | Budapest         | 1900            | 5 kötet    |
|     | Német Könyvtár                                 | szépirodalmi  | Lampel Róbert (Wodianer F. és Fiai) Cs. és Kir. Udvari Könyvkereskedés | Budapest         | 1900            |            |
|     | Latin és Görög Classicusokhoz Való Praeparatio | szépirodalmi  | Lampel Róbert (Wodianer F. és Fiai) Cs. és Kir. Udvari Könyvkereskedés | Budapest         | 1900–1907       |            |
|     | Francia Könyvtár                               | szépirodalmi  | Lampel Róbert (Wodianer F. és Fiai) Cs. és Kir. Udvari Könyvkereskedés | Budapest         | 1900–1915       |            |
|     | Családi Regénytár                              | szépirodalmi  | Szent István Társulat                                                  | Budapest         | 1900–1916       | 94 kötet   |

### 1901
| Kép | Cím                                                  | Jelleg                       | Kiadó                                                                        | Megjelenési hely | Megjelenési idő | Megjegyzés       |
| --- | ---------------------------------------------------- | ---------------------------- | ---------------------------------------------------------------------------- | ---------------- | --------------- | ---------------- |
|     | A Huszadik Század Könyvtára                          | szocialista                  | Deutsch Zs. és Társa                                                         | Budapest         | 1901–1910       | 39 kötet         |
|     | Képes Családi Lapok Könyvtára                        | szépirodalmi                 | ?                                                                            | Budapest         | 1901–1904       | 28 kötet         |
|     | Munkásfüzetek                                        | szépirodalom                 | Lampel Róbert (Wodianer Ferenc és Fiai) Császári és Királyi könyvkereskedése | Budapest         | 1901–1902       | 40 kötet (füzet) |
|     | Magyar Törvények Grill-féle Kiadása                  | jogi                         | Grill Károly Könyvkiadó Vállalata                                            | Budapest         | 1901–1910       | 15 kötet         |
|     | Szépirodalmi Könyvtár                                | szépirodalmi                 | Franklin Irodalmi és Nyomdai Rt.                                             | Budapest         | 1901–1905       | 42 kötet         |
|     | Remekírók Képes Könyvtára                            | szépirodalmi                 | Lampel Róbert (Wodianer Ferenc és Fiai) Császári és Királyi könyvkereskedése | Budapest         | 1901–1908       | 49 kötet         |
|     | Középkori Krónikások                                 | történelmi                   | Athenaeum Irodalmi és Nyomdai Rt.                                            | Budapest         | 1901–1913       | 16 kötet         |
|     | Segédkönyvek a Német Nyelv és Irodalom Tanításához   | irodalomtörténet, nyelvészet | Éder I. kiadása                                                              | Pozsony          | 1901–1911       | 11 kötet         |
|     | Segédkönyvek a Francia Nyelv és Irodalom Tanításához | irodalomtörténet, nyelvészet | Stampfel Károly kiadása                                                      | Pozsony          | 1901–1905       | 13 kötet         |

### 1902
| Kép | Cím                                                | Jelleg             | Kiadó                                                                        | Megjelenési hely             | Megjelenési idő | Megjegyzés |
| --- | -------------------------------------------------- | ------------------ | ---------------------------------------------------------------------------- | ---------------------------- | --------------- | ---------- |
|     | Háztartási Könyvtár                                | háztartási         | Athenaeum r.-t.                                                              | Budapest                     | 1902–1906       | 6 db       |
|     | Művelődéstörténeti Értekezések                     | művelődéstörténeti | Stephaneum Nyomda R. T.                                                      | Budapest, Eperjes, Kolozsvár | 1902–1915       | 70 db      |
|     | Magyar Protestáns Egyháztörténeti Adattár          | egyháztörténeti    | Magyar Protestáns Irodalmi Társaság                                          | Budapest                     | 1902–1934       | 15 kötet   |
|     | Színes Könyvek                                     | szépirodalmi       | Singer és Wolfner                                                            | Budapest                     | 1902–1904       | 25 kötet   |
|     | Segédkönyvek a Magyar Irodalomtörténet Oktatásához | vegyes             | Traub B. és Társa kiadása                                                    | Szeged                       | 1902–1903       | 10 kötet   |
|     | Magyar Kereskedők Könyvtára                        | közgazdasági       | Lampel Róbert Rt.                                                            | Budapest                     | 1902–1906       |            |
|     | Magántanulásra alkalmas nyelvtanok                 | nyelvészeti        | Lampel Róbert Rt.                                                            | Budapest                     | 1902?–1909?     | 5? kötet   |
|     | Magyar Remekírók                                   | szépirodalmi       | Franklin Irodalmi és Nyomdai Rt.                                             | Budapest                     | 1902–1907       | 55 kötet   |
|     | Nyelvészeti Füzetek                                | nyelvészeti        | Athenaeum Irodalmi és Nyomdai Rt.                                            | Budapest                     | 1902–1909       | 64 kötet   |
|     | Népszerű Főiskolai Tanfolyam Kiadványai            | vegyes             | Népszerű Főiskolai Tanfolyam kiadása                                         | Budapest                     | 1902–1910       | 98 kötet   |
|     | A Magyar Földrajzi Társaság Könyvtára              | földrajzi          | Lampel Róbert (Wodianer Ferenc és Fiai) Császári és Királyi könyvkereskedése | Budapest                     | 1902–1943       | 72? kötet  |
|     | Debreceni Lelkészi Tár                             | teológiai          | Telegdi K. Lajos, majd Hegedüs Sándor kiadása                                | Debrecen                     | 1902–1918       | 16 kötet   |

### 1903
| Kép | Cím                                                                    | Jelleg              | Kiadó                            | Megjelenési hely | Megjelenési idő | Megjegyzés |
| --- | ---------------------------------------------------------------------- | ------------------- | -------------------------------- | ---------------- | --------------- | ---------- |
|     | A Társadalmi Múzeum Kiadványai                                         | rendvédelmi         | Társadalmi Múzeum Kiadása        | Budapest         | 1903–1910       | 11 kötet   |
|     | Csendőrségi Könyvtár                                                   | rendvédelmi         | Lipinszky és Társa Könyvnyomdája | Budapest         | 1903–1905       | 12 kötet   |
|     | „Uránia” Magyar Tudományos Egyesület. Népszerű Tudományos Felolvasások | vegyes              | Hornyánszky Viktor Könyvnyomdája | Budapest         | 1903–1915       | 179 kötet  |
|     | Latin Stílusgyakorlatok                                                | nyelvészeti         | Lampel Róbert                    | Budapest         | 1903–1911       | 5 kötet    |
|     | Therapia. A Gyógyító Tudományok Könyvtára                              | orvosi              | Singer és Wolfner                | Budapest         | 1903–1907       | 10 kötet   |
|     | Szocialista Diákok Könyvtára                                           | szocialista         | Népszava kiadása                 | Budapest         | 1903–1905       | 7 kötet    |
|     | Magyar Közgazdasági Könyvtár                                           | közgazdasági        | Grill Károly kiadása             | Budapest         | 1903–1918       | 21 kötet   |
|     | Segédkönyvek a Magyar Nyelv és Irodalom Tanításához                    | irodalomtörténeti   | Stampfel Károly kiadása          | Budapest         | 1903–1908       | 19 kötet   |
|     | Társadalomtudományi Könyvtár                                           | társadalomtudományi | Grill Károly Könyvkiadóvállalata | Budapest         | 1903–1916       | 26 kötet   |

### 1904
| Kép | Cím                             | Jelleg            | Kiadó                                                                        | Megjelenési hely | Megjelenési idő | Megjegyzés |
| --- | ------------------------------- | ----------------- | ---------------------------------------------------------------------------- | ---------------- | --------------- | ---------- |
|     | Modern Írók Könyvtára           | szépirodalmi      | Freund Frigyes kiadása                                                       | Budapest–Bécs    | 1904–1905       | 22 kötet   |
|     | Művészeti Könyvtár              | művészettörténeti | Lampel Róbert (Wodianer Ferenc és Fiai) Császári és Királyi Könyvkereskedése | Budapest         | 1904–1911       | 16 kötet   |
|     | Klasszikus Regénytár            | szépirodalmi      | Révai Testvérek Irodalmi Intézet Rt.                                         | Budapest         | 1904–1910       | 57 kötet   |
|     | Magyar Döntvénytár              | jogi              | Politzer Zsigmond kiadása                                                    | Budapest         | 1904–1907       | 10 kötet   |
|     | Grill-féle Döntvénytár          | jogi              | Grill Károly Könyvkiadó Vállalata                                            | Budapest         | 1904–1910       | 16 kötet   |
|     | Kis Könyvtár                    | szépirodalmi      | Lampel Róbert (Wodianer Ferenc és Fiai) Császári és Királyi könyvkereskedése | Budapest         | 1904–1911       | 136 kötet  |
|     | Magyar Regényírók Képes Kiadása | szépirodalmi      | Franklin Irodalmi és Nyomdai Rt.                                             | Budapest         | 1904–1912       | 60 kötet   |

### 1905
| Kép | Cím                                  | Jelleg           | Kiadó                             | Megjelenési hely | Megjelenési idő | Megjegyzés |
| --- | ------------------------------------ | ---------------- | --------------------------------- | ---------------- | --------------- | ---------- |
|     | Apró Könyvtár                        | vegyes           | Löblovitz Zsigmond kiadása        | Budapest         | 1905            | 28 kötet   |
|     | Irodalomtörténeti Olvasmányok        | irodalomtörténet | Szent István Társulat             | Budapest         | 1905–1907       | 10 kötet   |
|     | Magyar Irodalomtörténeti Értekezések | irodalomtörténet | Ráth Mór                          | Budapest         | 1905–1906       | 9 kötet    |
|     | Népszerű Főiskola Könyvtára          | vegyes           | Franklin-Társulat                 | Budapest         | 1905–1908       | 5 kötet    |
|     | Kereskedelmi Zsebkönyvtár            | kereskedelmi     | Rónai Miksa kiadása               | Budapest         | 1905–1910       | 20 kötet   |
|     | A Műveltség Könyvtára                | vegyes           | Athenaeum Irodalmi és Nyomdai Rt. | Budapest         | 1905–1913       | 11 kötet   |

### 1906
| Kép | Cím                          | Jelleg             | Kiadó                                 | Megjelenési hely | Megjelenési idő | Megjegyzés |
| --- | ---------------------------- | ------------------ | ------------------------------------- | ---------------- | --------------- | ---------- |
|     | Egyházunk Nagyjai            | vallásos           | Luther-Társaság                       | Budapest         | 1906–1910       | 10 kötet   |
|     | Építő Munkavezetők Könyvtára | építészet          | Ifj. Nagel Ottó Könyvkereskedése      | Budapest         | 1906–1918       | 40 kötet   |
|     | Hasznos Könyvek              | vegyes             | Athenaeum Irodalmi és Nyomdai Rt.     | Budapest         | 1906            | 14 kötet   |
|     | Magyar–Zsidó Könyvtár        | judaisztikai       | A Magyar–Zsidó Könyvtár Kiadóvállalat | Budapest         | 1906            | 14 kötet   |
|     | Nagy Magyarok Élete          | ifjúsági életrajzi | Athenaeum Irodalmi és Nyomdai Rt.     | Budapest         | 1906?–1914      | 11 kötet   |
|     | Református Egyházi Könyvtár  | teológiai          | A Magyar Református Egyház Kiadása    | Budapest         | 1906–1954?      | 26? kötet  |

### 1907
| Kép | Cím                                   | Jelleg            | Kiadó                            | Megjelenési hely | Megjelenési idő | Megjegyzés |
| --- | ------------------------------------- | ----------------- | -------------------------------- | ---------------- | --------------- | ---------- |
|     | Ébresztő. Népszerű Tudományos Füzetek | vegyes            | Népszava Kiadása                 | Budapest         | 1907–1912       | 12 füzet   |
|     | Magyar Gyermekszínház                 | ifjúsági          | Landu József Kiadása             | Budapest         | 1907            | 10 füzet   |
|     | Az Egészség Könyvtára                 | orvosi            | Franklin-Társulat                | Budapest         | 1907–1910       | 12 kötet   |
|     | Egészségápolás Könyvtára              | orvosi            | Légrády Testvérek                | Budapest         | 1907–1910       | 23 kötet   |
|     | Költők és Írók                        | irodalomtörténeti | Franklin Irodalmi és Nyomdai Rt. | Budapest         | 1907–1917       | 12 kötet   |

### 1908
| Kép | Cím                        | Jelleg            | Kiadó                               | Megjelenési hely | Megjelenési idő | Megjegyzés |
| --- | -------------------------- | ----------------- | ----------------------------------- | ---------------- | --------------- | ---------- |
|     | Magyar Írók Aranykönyvtára | szépirodalmi      | Franklin Irodalmi és Nyomdai Rt.    | Budapest         | 1908–1909       | 30 kötet   |
|     | Petőfi Könyvtár            | irodalomtörténeti | Kunossy, Szilágyi és társa kiadása  | Budapest         | 1908–1910?      | 30 kötet   |
|     | Szociológiai Könyvtár      | szociológia       | Athenaeum Irodalmi és Nyomdai Rt.   | Budapest         | 1908–1915       | 10 kötet   |
|     | Köztelek Olcsó Könyvtára   | mezőgazdasági     | Országos Magyar Gazdasági Egyesület | Budapest         | 1908–1916       |            |
|     | Közlekedési Szakkönyvtár   | műszaki           | Benkő Gyula Bizománya               | Budapest         | 1908–1910       |            |
|     | Mozgó Könyvtár             | szépirodalmi      | Schenk Ferenc. Kiadása              | Budapest         | 1908–1910       | 62 kötet   |

### 1909
| Kép | Cím                  | Jelleg       | Kiadó                  | Megjelenési hely | Megjelenési idő | Megjegyzés |
| --- | -------------------- | ------------ | ---------------------- | ---------------- | --------------- | ---------- |
|     | Kabaré-kincstár      | szépirodalmi | Rényi Károly           | Budapest         | 1909            | 13 kötet   |
|     | Nagyapó Könyvtára    | ifjúsági     | Löbl D. és fia kiadása | Budapest         | 1909–1910       | 52 kötet   |
|     | Iskolai Segédkönyvek | vegyes       | Wellisch Béla kiadása  | Szentgotthárd    | 1909–1916       | 11 kötet   |

## 1910-es évek
| Kép | Cím                                            | Jelleg                | Kiadó                                       | Megjelenési hely | Megjelenési idő | Megjegyzés |
| --- | ---------------------------------------------- | --------------------- | ------------------------------------------- | ---------------- | --------------- | ---------- |
|     | Érdekes Könyvtár                               | szépirodalmi          | „Érdekes Könyvtár Kiadóhivatala”            | Budapest         | 1910-es évek    |            |
|     | Alkoholellenes Könyvek Tára                    | orvosi                | Az „Alkoholizmus” szerkesztőségének kiadása | Budapest         | 1910-es évek    |            |
|     | Ifjúsági Könyvek                               | ifjúsági szépirodalmi | Singer és Wolfner Irodalmi Intézet Rt.      | Budapest         | 1910-es évek    |            |
|     | Népszerű Zsidó Könyvtár                        | judaisztikai          | ?                                           | Budapest         | 1910-es évek?   |            |
|     | Universális Könyvtár                           | szépirodalmi          | Singer és Wolfner Irodalmi Intézet Rt.      | Budapest         | 1910-es évek    |            |
|     | A Franklin Társulat szépirodalmi könyvsorozata | szépirodalmi          | Franklin Társulat                           | Budapest         | 1910-es évek    |            |
|     | Modern Magyar Könyvtár                         | szépirodalmi          | Singer és Wolfner Irodalmi Intézet Rt.      | Budapest         | 1910-es évek    |            |

### 1910
| Kép | Cím                                            | Jelleg                 | Kiadó                                      | Megjelenési hely | Megjelenési idő | Megjegyzés |
| --- | ---------------------------------------------- | ---------------------- | ------------------------------------------ | ---------------- | --------------- | ---------- |
|     | Iparegyesület báró Kornfeld Zsigmond-könyvtára | kereskedelmi           | Franklin Társulat                          | Budapest         | 1910–1913       | 7 kötet    |
|     | Szabad Szó Könyvtára                           | vegyes                 | „Szabad Szó” folyóirat                     | Budapest         | 1910            |            |
|     | Népszerű Természettudományi Könyvtár           | természettudományi     | Királyi Magyar Természettudományi Társulat | Budapest         | 1910–1944?      | 27 kötet   |
|     | Természettudományi Könyvtár                    | természettudományi     | Athenaeum Irodalmi és Nyomdai Rt.          | Budapest         | 1910–1913       | 9 kötet    |
|     | Modern Könyvtár                                | nagyrészt szépirodalmi | Athenaeum Irodalmi és Nyomdai Rt.          | Budapest         | 1910–1920       |            |

### 1911
| Kép | Cím                                                                        | Jelleg           | Kiadó                                  | Megjelenési hely | Megjelenési idő | Megjegyzés |
| --- | -------------------------------------------------------------------------- | ---------------- | -------------------------------------- | ---------------- | --------------- | ---------- |
|     | Kisgazdák Könyvtára                                                        | mezőgazdasági    | A Magyar Gazdaszövetség kiadványa      | Budapest         | 1911–1918       | 10 kötet   |
|     | Magyar Szövetkezeti Könyvtár                                               | mezőgazdasági    | Magyarországi Szövetkezetek Szövetsége | Budapest         | 1911–1918       | 10 kötet   |
|     | Magyar Athletikai Szövetség Könyvtára                                      | sport            | Rózsavölgyi és Társa                   | Budapest         | 1911–1915       | 6 kötet    |
|     | Ismeretterjesztő Társulat Kiadványai                                       | vegyes           | Singer–Wolfner                         | Budapest         | 1911–1914       | 17 kötet   |
|     | Utazások Könyvtára                                                         | földrajzi        | Fritz Ármin                            | Budapest         | 1911            |            |
|     | Ipariskolai Könyvtár                                                       | műszaki          | A Pesti Könyvnyomda Kiadása            | Budapest         | 1911–1918       | 5 kötet    |
|     | Posta, Telegráf és Telefon Szakkönyvtár                                    | műszaki          | Lampel Róbert                          | Budapest         | 1911–1918       |            |
|     | Irodalmi Segédkönyvek – Magyarázatok a Kötelező Magyar Házi Olvasmányokhoz | irodalomtörténet | Várnay Lajos kiadása                   | Budapest         | 1911–1912       |            |
|     | Nyugat Könyvtár                                                            | szépirodalmi     | Athenaeum Irodalmi és Nyomdai Rt.      | Budapest         | 1911–1912       |            |
|     | Ismeretek Tára                                                             | vegyes           | Lampel Róbert                          | Budapest         | 1911–1919       |            |
|     | Athenaeum Könyvtár                                                         | szépirodalmi     | Athenaeum Irodalmi és Nyomdai Rt.      | Budapest         | 1911–1920       |            |
|     | Vidám Könyvek                                                              | szépirodalmi     | Singer és Wolfner Irodalmi Intézet Rt. | Budapest         | 1911–1919       |            |

### 1912
| Kép | Cím | Jelleg                    | Kiadó                                     | Megjelenési hely | Megjelenési idő      | Megjegyzés |
| --- | --- | ------------------------- | ----------------------------------------- | ---------------- | -------------------- | ---------- |
|     | Lelki Tünemények. Sorozatos kiadványok az emberi léleknek és a természetnek még ismeretlen erőiről, a lét rejtelmes problémáiról, valamint az emberiségnek a halhatatlanságra vonatkozó eszméiről | pszichológiai             | Rényi K. bizománya                        | Budapest         | 1912–1914            |            |
|     | Ismeretterjesztő Könyvtár | vegyes                    | Franklin Irodalmi és Nyomdai Rt.          | Budapest         | 1912–1914            |            |
|     | Karriérek | életrajzi                 | Singer és Wolfner-Karriérek Kiadóhivatal  | Budapest         | 1912                 |            |
|     | Magyar Mesék és Ifjúsági Olvasmányok Könyvtára | ifjúsági szépirodalmi     | Gelléri–Székely kiadása                   | Budapest         | 1912–1913            |            |
|     | Zenetudományi Könyvtár | zenetudományi             | Németh József könyv- és zeneműkereskedése | Budapest         | 1912–1916, 1923–1925 | 19 + 3 db  |
|     | Gyermektanulmányi Könyvtár | pszichológiai             | Fritz Á.                                  | Budapest         | 1912–1917            |            |
|     | Pedagógiai Pszichológiai Könyvtár | pedagógiai, pszichológiai | Stark F. kiadása                          | Budapest         | 1912–1918            |            |
|     | Magyar Törvények Grill-féle Füzetes Kiadása | jogi                      | Grill Károly Könyvkiadó Vállalata         | Budapest         | 1912–1919            |            |
|     | Pedagógiai Könyvtár | pedagógiai                | Kath. Középiskolai Tanáregyesület         | Budapest         | 1912–1935?           |            |
|     | Tevan-könyvtár | szépirodalmi              | Tevan Andor kiadása                       | Békéscsaba       | 1912–1919            |            |
|     | Kultúra és Tudomány | vegyes                    | Franklin Irodalmi és Nyomdai Rt.          | Budapest         | 1912–1944            |            |
|     | Világkönyvtár (Révai Testvérek) | szépirodalmi              | Révai Testvérek                           | Budapest         | 1912–1920            |            |
|     | Protestáns Ifjúsági és Népkönyvtár | vegyes                    | Hegedüs–Sándor kiadása                    | Debrecen         | 1912–1916            |            |
|     | A Háztartás Könyvtára | háztartástani             | ”Háztartás” Magyar Asszonyok Lapja        | Budapest         | 1912                 |            |

### 1913
| Kép | Cím                                     | Jelleg                | Kiadó                                                        | Megjelenési hely | Megjelenési idő | Megjegyzés |
| --- | --------------------------------------- | --------------------- | ------------------------------------------------------------ | ---------------- | --------------- | ---------- |
|     | Kis Könyvtár A Katholikus Hívek Számára | teológiai             | Mária-Kongregáció Kiadóhivatala                              | Budapest         | 1913–1920       | 27 db      |
|     | Darwin-könyvtár                         | természettudományi    | „Darwin” népszerű természettudományi folyóirat kiadóhivatala | Budapest         | 1913            | 8 db       |
|     | Az Érdekes Ujság Könyvtára              | szépirodalmi          | Érdekes Újság Kiadóhivatala                                  | Budapest         | 1913            | 20 db      |
|     | Modern Ifjúsági Könyvtár                | ifjúsági szépirodalmi | Spády Adél kiadása                                           | Budapest         | 1913            | 8 db       |
|     | Az Érdekes Ujság Dekameronja            | szépirodalmi          | Légrády Testvérek                                            | Budapest         | 1913–1915       | 10 db      |

### 1914
| Kép | Cím                                | Jelleg       | Kiadó                                         | Megjelenési hely | Megjelenési idő | Megjegyzés  |
| --- | ---------------------------------- | ------------ | --------------------------------------------- | ---------------- | --------------- | ----------- |
|     | Közhasznú Könyvtár                 | vegyes       | Pfeifer M.                                    | Kolozsvár        | 1914–1917       | 156 kötet   |
|     | Az Egyházi Ujság Könyvtára         | teológiai    | Líceum könyvnyomda                            | Kolozsvár        | 1914–1917       | 13 db       |
|     | Munkáskönyvtár                     | szociológiai | A Huszadik Század Kiadása                     | Budapest         | 1914–1918       | 31 db       |
|     | Bibliotheca vitae. Az élet könyvei | szépirodalmi | Az „Élet” kiadása                             | Budapest         | 1914–1916       | 30 db       |
|     | Világosság-Könyvtár                | szocialista  | Magyarországi Kommunista Párt                 | Budapest         | 1914–1920       | 211 db      |
|     | Világkönyvtár                      | szépirodalmi | Tolnai Nyomdai Műintézet és Kiadóvállalat Rt. | Budapest         | 1914–1918       | 70+ db      |
|     | Tűzoltók Könyvtára                 | műszaki      | Egri Nyomda                                   | Eger             | 1914            | 3 (?) kötet |

### 1915
| Kép | Cím                        | Jelleg       | Kiadó                                  | Megjelenési hely | Megjelenési idő | Megjegyzés |
| --- | -------------------------- | ------------ | -------------------------------------- | ---------------- | --------------- | ---------- |
|     | Schenk Gyakorlati Szótárak | nyelvészeti  | Schenk Ferenc Kiadása                  | Budapest         | 1915–1920       | 4 kötet    |
|     | Magyar Adria Könyvtár      | műszaki      | Magyar Adria Kiadása                   | Budapest         | 1915–1916       | 12 db      |
|     | Keresztény Kis Könyvtár    | vallási      | Szent István Társulat                  | Budapest         | 1915–1918       | kb. 40 db  |
|     | Színpadi Könyvtár          | szépirodalmi | „Színházi Élet” kiadása                | Budapest         | 1915–1919       | 10 db      |
|     | Milliók Könyve             | szépirodalmi | Singer és Wolfner Irodalmi Intézet Rt. | Budapest         | 1915–1920       | 95 db      |

### 1916
| Kép | Cím                                             | Jelleg       | Kiadó                       | Megjelenési hely | Megjelenési idő | Megjegyzés |
| --- | ----------------------------------------------- | ------------ | --------------------------- | ---------------- | --------------- | ---------- |
|     | Schenk Gyakorlati Zsebnyelvtanai Magántanulásra | nyelvészeti  | Schenk Ferenc Kiadása       | Budapest         | 1916–1920       | 10 kötet   |
|     | Családi Könyvtár                                | szépirodalmi | „Családi Könyvtár” Vállalat | Győr             | 1916            | 15 db      |
|     | Az Érdekes Ujság Könyvei                        | szépirodalmi | Légrády Testvérek           | Budapest         | 1916–1918       | 12 db      |

### 1917
| Kép | Cím                                    | Jelleg       | Kiadó                                                 | Megjelenési hely | Megjelenési idő | Megjegyzés |
| --- | -------------------------------------- | ------------ | ----------------------------------------------------- | ---------------- | --------------- | ---------- |
|     | A Magyar Filozófiai Társaság Könyvtára | filozófiai   | Franklin-Társulat Magyar Irod. Intézet és Könyvnyomda | Budapest         | 1917–1944       | 9 db       |
|     | Olcsó Regény                           | szépirodalmi | Athenaeum Irodalmi és Nyomdai Rt.                     | Budapest         | 1917–1920       | 56 db      |
|     | Koronás Regények                       | szépirodalmi | Singer–Wolfner                                        | Budapest         | 1917–1920       | 23 db      |
|     | Magyar Paedagogiai Társaság Könyvtára  | pedagógiai   | Franklin Társulat                                     | Debrecen         | 1917–1939       | 7 db       |

### 1918
| Kép | Cím                                   | Jelleg       | Kiadó                          | Megjelenési hely | Megjelenési idő | Megjegyzés |
| --- | ------------------------------------- | ------------ | ------------------------------ | ---------------- | --------------- | ---------- |
|     | Kék Könyvek                           | szépirodalmi | Herczka Árpád – Lukács kiadása | Budapest         | 1918–1920       | 26 kötet   |
|     | A Jogtudományi Közlöny Könyvtára      | jogi         | Franklin Társulat              | Budapest         | 1918–1934       | 24 db      |
|     | Zsidó Renaissance Könyvtár            | judaisztikai | ?                              | Nagyvárad        | 1918–1919       | 14 db      |
|     | A Szent István Akadémia Emlékbeszédei | életrajzi    | Stephaneum Nyomda              | Budapest         | 1918–1943       |            |

### 1919
| Kép | Cím                           | Jelleg       | Kiadó                     | Megjelenési hely | Megjelenési idő | Megjegyzés |
| --- | ----------------------------- | ------------ | ------------------------- | ---------------- | --------------- | ---------- |
|     | Kommunista Könyvtár           | szocialista  | Vörös Ujság kiadása       | Budapest         | 1919            | 22 db      |
|     | Szociológiai Munkáskönyvtár   | szociológiai | A Huszadik Század Kiadása | Budapest         | 1919            | 13 db      |
|     | Kétnyelvű Klasszikus Könyvtár | szépirodalmi | Lantos Kiadó              | Budapest         | 1919–1920       | 40 db      |

## 1920-as évek
| Kép | Cím                                                               | Jelleg                                             | Kiadó                                                          | Megjelenési hely | Megjelenési idő | Megjegyzés |
| --- | ----------------------------------------------------------------- | -------------------------------------------------- | -------------------------------------------------------------- | ---------------- | --------------- | ---------- |
|     | A Romantika Klasszikusai                                          | Christensen és Társa Gutenberg Könyvkiadó Vállalat | Budapest                                                       | 1930-as évek     |                 |            |
|     | Korda Könyvek                                                     | teológiai                                          | Korda Rt.                                                      | Budapest         | 1920-as évek    |            |
|     | Ifjúsági Könyvtár                                                 | ifjúsági                                           | Danubia Zeitungs- und Verlagsgesellschaft M. B. H.             | Wien             | 1920-as évek    |            |
|     | Kultúra Könyvtár                                                  | irodalomtörténet                                   | Kultúra Könyvkiadó és Nyomda Részvénytársaság                  | Budapest         | 1920-as évek    |            |
|     | Irodalmi Kincsek                                                  | szépirodalmi                                       | Athenaeum R.-Társulat                                          | Budapest         | 1920-as évek    |            |
|     | Küzdj és Bizzál                                                   | szépirodalmi                                       | Hellas-nyomda Rt.                                              | Budapest         | 1920-as évek    |            |
|     | A Kiválasztottak                                                  | szépirodalmi                                       | Pantheon Irodalmi Intézet R.-T. Kiadása                        | Budapest         | 1920-as évek    |            |
|     | A Regény Mesterei                                                 | szépirodalmi                                       | Pantheon Irodalmi Intézet R.-T. Kiadása                        | Budapest         | 1920-as évek    |            |
|     | Olasz írók                                                        | szépirodalmi                                       | Athenaeum                                                      | Budapest         | 1920-as évek    |            |
|     | Gondolat és írás                                                  | filozófiai                                         | Athenaeum Irodalmi és Nyomdai R.-T.                            | Budapest         | 1920-as évek    |            |
|     | A Pesti Hirlap Diszkönyvtára – A Világirodalom Uj és Régi Remekei | szépirodalmi                                       | Légrády Testvérek                                              | Budapest         | 1920-as évek    |            |
|     | Magyar Írómesterek – Petőfi Társaság Jubiláris Könyvei            | szépirodalmi                                       | Singer és Wolfner Irodalmi Intézet R. T.                       | Budapest         | 1920-as évek    |            |
|     | Mindent Tudok Könyvtár                                            | vegyes                                             | Béta Irodalmi Intézet                                          | Budapest         | 1920-as évek    |            |
|     | Tudományos Gyűjtemény                                             | szépirodalmi                                       | Danubia                                                        | Pécs             | 1920-as évek    |            |
|     | Regények Regényei                                                 | szépirodalmi                                       | Nova Irodalmi Intézet                                          | Budapest         | 1920-as évek    |            |
|     | Filozófiai Könyvtár                                               | filozófiai                                         | Pfeifer Ferdinánd (Zeidler Testvérek) Nemzeti Könyvkereskedése | Budapest         | 1920-as évek    |            |
|     | Élet és Tudomány                                                  | vegyes                                             | Athenaeum Irodalmi és Nyomdai R.-T.                            | Budapest         | 1920-as évek    |            |
|     | Marx-Könyvtár                                                     | filozófiai                                         | Verlag Julius Fischer                                          | Bécs             | 1920-as évek    |            |
|     | A „Zászlónk” Diákkönyvtára                                        | vegyes                                             | Magyar Jövő Ifj. Irodalmi R. T.                                | Budapest         | 1920-as évek    |            |
|     | Operaismertetők                                                   | zeneművészeti                                      | Singer és Wolfner Irodalmi Intézet Rt.                         | Budapest         | 1920-as évek    |            |
|     | Világirodalom Kincsei                                             | szépirodalmi                                       | Révai Testvérek                                                | Budapest         | 1920-as évek    |            |
|     | Külföldi Regényírók                                               | szépirodalmi                                       | Franklin Társulat                                              | Budapest         | 1920-as évek    |            |
|     | Új Könyvek                                                        | vegyes                                             | Révai Testvérek Irodalmi Intézet Rt.                           | Budapest         | 1920-as évek    |            |

### 1920
| Kép | Cím                          | Jelleg                | Kiadó                                      | Megjelenési hely | Megjelenési idő | Megjegyzés |
| --- | ---------------------------- | --------------------- | ------------------------------------------ | ---------------- | --------------- | ---------- |
|     | A Pantheon Ismerettára       | vegyes                | Pantheon Irodalmi Intézet Részvénytársaság | Budapest         | 1920–1927       | 13 (?) db  |
|     | Az Ifjúság Érdekes Könyvtára | ifjúsági szépirodalmi | Kultúra nyomda                             | Budapest         | 1920            | 5 db       |
|     | Technika Zsebkönyvtár        | műszaki               | Németh József Technikai Könyvkereskedése   | Budapest         | 1920–1924<?     | 70< db     |
|     | Genius Könyvtár              | szépirodalmi          | Genius Könyvkiadó                          | Budapest         | 1920–1923       |            |

### 1921
| Kép | Cím                     | Jelleg       | Kiadó             | Megjelenési hely | Megjelenési idő | Megjegyzés |
| --- | ----------------------- | ------------ | ----------------- | ---------------- | --------------- | ---------- |
|     | Szabad Iskola           | vegyes       | Genius Könyvkiadó | Budapest         | 1921–1928       | 10 db      |
|     | Nagy Írók – Nagy Írások | szépirodalmi | Genius Könyvkiadó | Budapest         | 1921–1926       |            |
|     | A Regényírás Művészei   | szépirodalmi | Genius Könyvkiadó | Budapest         | 1921–1926       |            |

### 1923
| Kép | Cím                                  | Jelleg     | Kiadó                                         | Megjelenési hely | Megjelenési idő | Megjegyzés                         |
| --- | ------------------------------------ | ---------- | --------------------------------------------- | ---------------- | --------------- | ---------------------------------- |
|     | A Kultúra Iskolája                   | vegyes     | Kultúra Könyvkiadó és Nyomda Részvénytársaság | Budapest         | 1923–1925       | Első kiadások kötetszáma 10 darab. |
|     | A Magyar Történettudomány Kézikönyve | történelmi | Magyar Történelmi Társulat                    | Budapest         | 1923–1934       |                                    |
|     | A Hat Világrész                      | földrajzi  | ?                                             | Budapest         | 1923–1929       | 23 db                              |
|     | Szent István Könyvek                 | vegyes     | Szent István Társulat                         | Budapest         | 1923–1937       |                                    |
|     | A Magyar Nép Könyvtára               | vegyes     | Minerva Rt.                                   | Kolozsvár        | 1923–1940       |                                    |

### 1924
| Kép | Cím                                   | Jelleg    | Kiadó                                                                        | Megjelenési hely | Megjelenési idő | Megjegyzés |
| --- | ------------------------------------- | --------- | ---------------------------------------------------------------------------- | ---------------- | --------------- | ---------- |
|     | A Magyar Néprajzi Társaság Könyvtára  | néprajzi  | Stúdium Kiadóvállalat                                                        | Budapest         | 1924            |            |
|     | Modern Utazók és Felfedezők Könyvtára | földrajzi | Lampel Róbert (Wodianer Ferenc és Fiai) Császári és Királyi könyvkereskedése | Budapest         | 1924–1930?      |            |

### 1925
| Kép | Cím                | Jelleg       | Kiadó                 | Megjelenési hely | Megjelenési idő | Megjegyzés       |
| --- | ------------------ | ------------ | --------------------- | ---------------- | --------------- | ---------------- |
|     | Szerelmes Századok | szépirodalom | Nova Irodalmi Intézet | Budapest         | 1925–1926       | legalább 6 kötet |

### 1926
| Kép | Cím                       | Jelleg            | Kiadó                          | Megjelenési hely | Megjelenési idő | Megjegyzés        |
| --- | ------------------------- | ----------------- | ------------------------------ | ---------------- | --------------- | ----------------- |
|     | Irodalomtörténeti Füzetek | irodalomtörténeti | Pallas Irodalmi és Nyomdai Rt. | Budapest         | 1926–1927       | legalább 11 füzet |

### 1927
| Kép | Cím                  | Jelleg       | Kiadó                            | Megjelenési hely | Megjelenési idő | Megjegyzés                                    |
| --- | -------------------- | ------------ | -------------------------------- | ---------------- | --------------- | --------------------------------------------- |
|     | Világjárók           | földrajzi    | Franklin Irodalmi és Nyomdai Rt. | Budapest         | 1927–1941       | Eddig ismert első kiadású kötetszám 34 darab. |
|     | Pesti Hírlap könyvek | szépirodalmi | Légrády Testvérek                | Budapest         | 1927–1942       |                                               |

### 1929
| Kép | Cím                         | Jelleg             | Kiadó                                                             | Megjelenési hely | Megjelenési idő | Megjegyzés           |
| --- | --------------------------- | ------------------ | ----------------------------------------------------------------- | ---------------- | --------------- | -------------------- |
|     | Ragyogó Regénytár           | szépirodalmi       | Légrády Testvérek – Tolnai Nyomdai Műintézet és Kiadóvállalat Rt. | Budapest         | 1929–1931       | 18 kötet (16 regény) |
|     | A Műveltség Útja            | művelődéstörténeti | Tolnai Nyomdai Műintézet és Kiadóvállalat Rt.                     | Budapest         | 1929–1933       |                      |
|     | A Magyar Szemle Kincsestára | vegyes             | Magyar Szemle Kiadása                                             | Budapest         | 1929–1942       |                      |

## 1930-as évek
| Kép | Cím                                       | Kiadó                                                     | Megjelenési hely | Megjelenési idő           | Megjegyzés |
| --- | ----------------------------------------- | --------------------------------------------------------- | ---------------- | ------------------------- | --- |
|     | Világkönyvtár                             | Tolnai Nyomdai Műintézet és Kiadóvállalat Rt.             | Budapest         | 1930-as évek              | |
|     | Ipari Szakkönyvtár                        | Ipari Tanfolyamok Vezetősége Kiadása                      | Budapest         | 1930-as évek              | |
|     | Hafa Könyvtár                             | Hatschek és Farkas Kiadása                                | Budapest         | 1930-as évek              | |
|     | Grill Klasszikus Regényei                 | Grill Károly Könyvkiadó                                   | Budapest         | 1930-as évek              | |
|     | Ifjúsági Könyvtár                         | Pallas Irodalmi és Nyomdai R. T.                          | Budapest         | 1930-as évek              | |
|     | Juventus Könyvtár                         | Fővárosi Könyvkiadó Rt.                                   | Budapest         | 1930-as évek              | |
|     | Színe-java                                | Pantheon Irodalmi Rt.                                     | Budapest         | 1930-as évek              | |
|     | Az Emberi Alkotás Regényei                | Béta Irodalmi Rt.                                         | Budapest         | 1930-as évek              | |
|     | Az Európai Kultúra Története              | Athenaeum Irodalmi és Nyomdai Rt.                         | Budapest         | 1930-as évek              | |
|     | Kultúra Könyvtár                          | Kultura Könyvkiadó és Nyomda Rt.                          | Budapest         | 1930-as évek              | |
|     | Athenaeum 2 Pengős Regények               | Athenaeum Irodalmi és Nyomdai Rt.                         | Budapest         | 1930-as évek              | |
|     | Pesti Napló kék regényei                  | A Pesti Napló kiadása                                     | Budapest         | 1930-as évek              | |
|     | Hires szerelmesek regényei                | Kultura Könyvkiadó és Nyomda Rt.                          | Budapest         | 1930-as évek              | |
|     | SZEFHE könyvek – A SZEFHE magyar regényei | Székely Egyetemi és Főiskolai Hallgatók Egyesülete        | Budapest         | 1930-as évek              | |
|     | A Ma Regényei                             | Révai Kiadás                                              | Budapest         | 1930-as évek              | |
|     | Száz Magyarok Könyvei                     | Légrády-kiadás                                            | Budapest         | 1930-as évek              | |
|     | Tolnai Regénytára                         | Tolnai Nyomdai Műintézet és Kiadóvállalat Rt.             | Budapest         | 1930-as évek              | |
|     | A Magyar Irodalom Jelesei                 | Singer és Wolfner Irodalmi Intézet Rt.                    | Budapest         | 1930-as évek              | |
|     | Korok és Hősök                            | Dante Könyvkiadó                                          | Budapest         | 1930-as évek              | |
|     | Halhatatlan Könyvek                       | Dante Könyvkiadó                                          | Budapest         | 1930-as évek              | |
|     | Magyart a magyarnak – Magyar Regények     | Singer és Wolfner Irodalmi Intézet Rt.                    | Budapest         | 1930-as évek              | |
|     | Pesti Napló Könyvek                       | Pesti Napló Rt.-Est Lapkiadó Rt.-Magyarország Napilap Rt. | Budapest         | 1930-as évek              | |
|     | Közművelődési Könyvek                     | Révai Irodalmi Intézet                                    | Budapest         | 1930-as évek              | |
|     | Frontregények                             | Pantheon Kiadás                                           | Budapest         | 1930-as évek              | |
|     | Korunk Mesterei                           | Athenaeum Irodalmi és Nyomdai Rt.                         | Budapest         | 1930-as évek              | |
|     | Műveltség                                 | Dante Könyvkiadó                                          | Budapest         | 1930-as évek              | |
|     | A Pesti Hírlap Könyvtára                  | Pesti Hírlap                                              | Budapest         | 1930-as évek              | |
|     | »Dom« Katolikus könyvek                   | »Dom« Katolikus Könyvek Kiadóhivatala                     | Budapest         | 1930-as évek              | |
|     | Élő könyvek – Magyar Klasszikusok         | Franklin Irodalmi és Nyomdai Rt.                          | Budapest         | 1930-as évek              | |
|     | A Színházi Élet regényei                  | A Színházi Élet kiadása                                   | Budapest         | 1930-as évek              | |
|     | A természettudományok elemei              | Királyi Magyar Természettudományi Társulat                | Budapest         | 1930-as évek              | |
|     | Új Élet regénytár                         | Központi Sajtóvállalat Kiadása                            | Budapest         | 1936–1944                 | 373 kötet |
|     | Tarka Regénytár                           | Képes Ifjúság                                             | Újvidék          | 1930-as évek              | |
|     | Pengős Regények                           | Palladis Rt.                                              | Budapest         | 1930-as évek              | |
|     | A Modern Regény Klasszikusai              | Dante Könyvkiadó                                          | Budapest         | 1930-as évek              | |
|     | A Regényírás Remekei                      | Dante Könyvkiadó                                          | Budapest         | 1930-as évek              | |
|     | Az Új Magyar Irodalom                     | Dante Könyvkiadó                                          | Budapest         | 1930-as évek              | |
|     | Dante Új Könyvtár                         | Dante Könyvkiadó                                          | Budapest         | 1930-as évek              | |
|     | Magyar Írás – Magyar Lélek                | Dante Könyvkiadó                                          | Budapest         | 1930-as évek              | |
|     | Magyar Kézbe Magyar Könyvet               | Dante Könyvkiadó                                          | Budapest         | 1930-as évek              | |
|     | Magyar Regényírók                         | Dante Könyvkiadó                                          | Budapest         | 1930-as évek              | |
|     | Népszerű Tudományos Művek                 | Dante Könyvkiadó                                          | Budapest         | 1930-as évek              | |
|     | Szép Könyvek                              | Dante Könyvkiadó                                          | Budapest         | 1930-as évek              | |
|     | Népbarát                                  | Országos Református Szeretetszövetség                     | Budapest         | 1930-as évek              | |
|     | A Világjárás Hősei                        | Dante Könyvkiadó                                          | Budapest         | 1930-as évek–1940-es évek | Az egyes kötetek A Világ Körül – Útirajzok-útikalandok, illetve Kalandos Utazások sorozatcímmel is megjelentek. |
|     | A Magyar Regény Mesterei                  | Dante Könyvkiadó                                          | Budapest         | 1930-as évek–1940-es évek | |

### 1930
| Kép | Cím                              | Kiadó                      | Megjelenési hely | Megjelenési idő | Megjegyzés |
| --- | -------------------------------- | -------------------------- | ---------------- | --------------- | ---------- |
|     | Az Akadémia Filozófiai Könyvtára | Magyar Tudományos Akadémia | Budapest         | 1930–1941       |            |

### 1931
| Kép | Cím                        | Kiadó                          | Megjelenési hely | Megjelenési idő | Megjegyzés |
| --- | -------------------------- | ------------------------------ | ---------------- | --------------- | ---------- |
|     | Magyar irodalmi ritkaságok | Királyi Magyar Egyetemi Nyomda | Budapest         | 1931–1942       |            |

### 1932
| Kép | Cím                  | Kiadó                              | Megjelenési hely | Megjelenési idő | Megjegyzés |
| --- | -------------------- | ---------------------------------- | ---------------- | --------------- | ---------- |
|     | Világvárosi Regények | Világvárosi Regények Kiadóvállalat | Budapest         | 1932–1942       | 952 kötet  |

### 1933
| Kép | Cím                                        | Kiadó                                          | Megjelenési hely | Megjelenési idő | Megjegyzés |
| --- | ------------------------------------------ | ---------------------------------------------- | ---------------- | --------------- | ---------- |
|     | Az Athenaeum detektív és kalandor regényei | Athenaeum Irodalmi és Nyomdai Rt.              | Budapest         | 1933–1937       | 49 kötet   |
|     | A magyar asszonyok könyve                  | A Magyar Asszonyok Nemzeti Szövetsége          | Budapest         | 1933?–1934?     |            |
|     | Filléres Klasszikus Regények               | Az Est Lapkiadó és a Pesti Napló közös kiadása | Budapest         | 1933–1935       |            |

### 1935
| Kép | Cím                                                                         | Kiadó                                                 | Megjelenési hely | Megjelenési idő | Megjegyzés       |
| --- | --------------------------------------------------------------------------- | ----------------------------------------------------- | ---------------- | --------------- | ---------------- |
|     | Világhírű Regények                                                          | Tolnai                                                | Budapest         | 1935–1939       |                  |
|     | A reformáció és ellenreformáció korának evangéliumi keresztyén egyházi írói | ?                                                     | Budapest         | 1935–1948       |                  |
|     | Friss Újság Színes Regénytára                                               | Általános Nyomda, Könyv- és Lapkiadó Részvénytársaság | Budapest         | 1935–1942       | 206 kötet        |
|     | A Nova kalandos regényei                                                    | Nova Irodalmi Intézet                                 | Budapest         | 1935–1942       | közel 200 regény |

### 1939
| Kép | Cím                                   | Kiadó                                     | Megjelenési hely | Megjelenési idő | Megjegyzés |
| --- | ------------------------------------- | ----------------------------------------- | ---------------- | --------------- | ---------- |
|     | Erdélyi Ritkaságok                    | Minerva Irodalmi és Nyomdai Műintézet Rt. | Kolozsvár        | 1939–1944       | 14 kötet   |
|     | A Magyar Táj- és Népismeret Könyvtára | Egyetemi Néprajzi Intézet                 | Budapest         | 1939–1947?      |            |

## 1940–1949
| Kép | Cím                                            | Kiadó                                         | Megjelenési hely | Megjelenési idő | Megjegyzés |
| --- | ---------------------------------------------- | --------------------------------------------- | ---------------- | --------------- | ---------- |
|     | Keresztény Remekírók                           | Szent István Társulat                         | Budapest         | 1940-es évek    |            |
|     | Százszorszép könyvek – Magyar Lányok Könyvtára | Singer és Wolfner Irodalmi Intézet R. T.      | Budapest         | 1940-es évek    |            |
|     | Nemzeti Könyvtár – A nemzeti élet iskolája     | Stádium Sajtóvállalat Rt.                     | Budapest         | 1940-es évek    |            |
|     | Gong                                           | ?                                             | Budapest         | 1940-es évek    |            |
|     | A Búvár könyvei                                | Franklin-Társulat                             | Budapest         | 1940-es évek    |            |
|     | Az Európai Irodalom Kincsesháza                | Athenaeum Irodalmi és Nyomdai Rt.             | Budapest         | 1940-es évek    |            |
|     | Officina Könyvtár                              | Officina Kiadó                                | Budapest         | 1940-es évek    |            |
|     | Pártiskolai Füzetek                            | A Nemzeti Parasztpárt Kiadása                 | Budapest         | 1940-es évek    |            |
|     | Paraszt Könyvtár                               | Sarló Kiadás                                  | Budapest         | 1940-es évek    |            |
|     | Klasszikus mesterek                            | Révai                                         | Budapest         | 1940-es évek    |            |
|     | A Kaland Klasszikusai                          | Forrás Nyomdai Műintézet és Kiadóvállalat Rt. | Budapest         | 1940-es évek    |            |
|     | Nemzetnevelők Könyvtára                        | Országos Közoktatási Tanács                   | Budapest         | 1942?–1944?     |            |
|     | A Lelkiélet Ferences Mesterei                  | magánkiadás                                   | Budapest         | 1943?–1946?     |            |
|     | A Marxizmus–Leninizmus Kis Könyvtára           | Szikra Kiadás                                 | Budapest         | 1946?–1953?     |            |
|     | A Köznevelés Könyvtára                         | Magyar Vallás- és Közoktatásügyi Minisztérium | Budapest         | 1947?–1948?     |            |
|     | Tanulj jobban!                                 | Országos Neveléstudományi Intézet             | Budapest         | 1949            |            |

### Egyéb könyvsorozatok az 1920–1940-es évekből
- A Búvár Könyvei[14]
- A Magyar Történelmi Társulat Könyvei
- Közlemények a Pécsi Erzsébet-Tudományegyetem Könyvtárából
- Az Országos Széchenyi Könyvtár Kiadványai
- A Szegedi Egyetemi Könyvtár Dolgozatai
- Fővárosi Könyvtár – Tanulmányok
- Országos Magyar Sajtókamara Könyvtára
- A Sajtó Könyvtára
- Sajtótudományi Könyvtár
- 100% Könyvtár
- Acta Philosophica
- Ampelos Könyvek
- Apollo-könyvtár
- Athenaeum Füzetek
- Aurora Könyvek
- Balassi Bálint Könyvtár
- A Bécsi Collegium Hungaricum Füzetei
- Bethlen Gábor Kör Kiadványai
- Bethlen Gábor Könyvtár
- Bólyai Könyvek
- Ciszterci Doktori Értekezések
- A Debreceni Református Kollégium Tanárképző Intézetének Dolgozatai
- A Debreceni Tisza István Társaság I. Osztályának Kiadványai
- A Dunántúli Tanítók Lapja Könyvtára
- Editio Pharos
- Az Egri Gárdonyi Társaság Kiadványai
- Egri Népkönyvtár
- Az Egyházi Híradó Könyvtára
- Ember és Természet
- Az Én Könyvem
- Eötvös-füzetek
- Erdélyi Tudományos Füzetek
- Ethika-könyvtár
- Az Ethika Tudományos Gyűjteménye
- A Falu Könyvtára[15]
- Gaea – A Föld, az Élet, és a Tudomány Könyvei
- Gondolat és Írás
- Hangya Újság Könyvtára
- Harc a levegőért
- Hasznos Könyvek
- Hasznos Könyvtár
- Hasznos Tudnivalók
- Katholikus Főiskolai Tanfolyam
- A Kis Akadémia Könyvtára
- Kis Kosmos Könyvek
- Kis Könyvek
- Korszerű Könyvtár
- Korszerű Magyar Írások
- Korszerű Magyar Könyvek
- Korunk Könyvei
- Közgazdaságtudományi Jegyzetek
- Közhasznú Családi Könyvtár
- Kronos Könyvek
- Ma és Holnap
- A Magyar Asszonyok Könyve
- Magyar Könyvek
- Magyar Kultúra Könyvtár
- A Magyar–Német Társaság Kiadványai
- Magyar Nemzeti Szövetség Könyvtára
- A Magyar Nép Könyvtára
- A Magyar Népművelés Könyvei
- Magyar Női Szemle Könyvtára
- Magyar Nők Könyvtára
- A Magyar Parasztszövetség Közművelődési Előadásai
- Magyar Ünnep Könyvtára
- A Mai Háború
- Mesterművek
- Minerva-könyvtár
- A Munkásakadémia Könyvtára
- A Műveltség Ábécéje
- A Napkelet Könyvtára
- A Nemzeti Élet Iskolája
- Officina Könyvtár
- Az Országos Nemzeti Club Kiadványai
- A Piaristák Doktori Értekezései
- Pannonhalmi Füzetek
- A Pannonhalmi Szemle Könyvtára
- Pannonia Könyvtár
- Sárospataki Füzetek
- Specimina Dissertationum
- A Stockholmi Magyar Intézet Kiadványai
- Symposion-könyvek
- A Szabad Lyceum Kiadávnyai
- A „Századunk” Könyvtára
- A Szegedi Alföldkutató Bizottság Könyvtára
- A Szegedi Piarista Diákszövetség „Vedemecum” Füzetei
- Szegedi Tudományos Könyvtár
- Szellem és Élet Könyvtára
- Tudományos Gyűjtemény
- A Tudomány Kis Tükre
- Turul Falufüzetek
- Új Kor Könyvtár
- Új Könyvek
- Vetítettképes Ismeretterjesztő Előadások
- A Zászlónk Könyvtára
- Zrínyi Könyvtár
- A Magyar Exlibrisgyűjtők és Grafikabarátok Egyesülete Kiadványai
- Grafikai Művészetek Könyvtára
- A Magyar Királyi Ferencz József-Tudományegyetem Tudományos Közleményei – Filozófiai Értekezések
- Bölcsészhallgatók Könyvtára
- Dolgozatok a Királyi Magyar Pázmány Péter Tudományegyetem Philosophiai Seminariumából
- Értekezések a philosophiai és társadalmi tudományok köréből
- Filozófiai Értekezések
- Klasszikus Írások
- A Magyar Filozófiai Társaság Könyvtára
- Philosophia – A Magyar Királyi Horthy Miklós Tudományegyetem Filozófiai Intézetének Közleményei
- Szent Tamás Könyvtár
- Okkult Ismeretek
- Az Okkultizmus Könyvei
- Cornelius Társaság Kiadványsorozata
- A Magyar Psychologiai Társaság Közleményei
- Nemzetnevelők Könyvtára
- Lélek és Természettudomány
- Diák Könyvtár
- Dolgozatok a Pázmány Péter Tudományegyetem Erkölcstudományi Szemináriumából
- Sylvester Bibliai Kézikönyve
- Theologiai Kézikönyvek
- Hit és Világnézet – Ismeretterjesztő Füzetek
- Tanulmányok a Rendszeres Theologia és Segédtudományai Köréből
- Jó Pásztor Könyvtár
- Szentek Országa
- Keresztény Kis Könyvtár
- Örök Kérdések
- Csendes Esték
- Külmissziói Gyermek Könyvtár
- Méliusz Kis Könyvtára
- Pálmaágak
- Napsugarak
- A Lelki élet Ferences Mesterei
- A Lelki Élet Kiskönyvei
- A Lelkiélet Kis Könyvei
- Lelki Élet Könyvei
- Lelki Kultúra Könyvei
- A Szív Kis Könyvtára
- A Szív Könyvtára
- A Magyar Barát Népi Ájtatosságai
- Isten Igéje a Gyermek Lelkében
- Imanapi Felolvasások
- Pasaréti Prédikációk
- Rádióprédikációk
- Liturgikus Élet
- Ferences Világmissziók
- Külmissziói Füzetek
- Ifjúsági Vezetők Könyve
- Florilegium Patristicum In Usum Studiosae
- Keresztény Remekírók
- Ferences Könyvtár
- Gyöngyösi Ferences Könyvek
- Kiadványok Jézus Társasága Magyarországi Történetéhez
- A Budapesti Görög Keleti Hittudományi Főiskola Kiadványai
- Máriapócsi Kis Könyvtár
- Actio Catholica
- Actio Catholica Népies Füzetei
- Credo Röpiratok
- Ébresztő Írások
- Dom Katolikus Könyvek
- Katholikus Kultúrkönyvtár
- Kis Könyvtár a Katholikus Hívek Számára
- Korda Könyvek
- A Középponti Katholikus Kör Kiadványai
- A Szent István Akadémia Hittudományi-Bölcseleti Osztályának Felolvasásai
- A Szent István Akadémia Történelem, Jog-, és Társadalumtudományi Osztályának Felolvasásai
- A Budapest–Kelenföldi Egyházközség Kiadványai
- A Deák-Téri Luther Szövetség Kiadványai
- Evangélikus Szakkönyvtár
- Harangozó Könyvtár (Győr)
- Harangozó Könyvtár (Szentgotthárd)
- A „Keresztény Igazság” Füzetei
- A Luther-Társaság Kiadványai
- Protestáns Kultúrkönyvtár
- Egyházi Értekezések
- Élő Könyvek
- Holland–Magyar Kálvinista Könyvtár
- Az Igazság és Élet Füzetei
- Kálvin Könyvtár
- A Ma Füzetei
- Népbarát – Református Iratterjesztés
- A Pápai Református Theologiai Akadémia Kiadványai
- Református Írások
- Református Katonák Könyvtára
- Református Traktátus Sorozat
- Theologiai Tanulmányok
- Bibliatársulat Kiadványai
- Időszerű Gondolatok Könyvtára
- A Keresztény magvető Füzetei
- Szombatiskolai Tanulmányok
- Az Új Kinyilatkoztatások Könyvei
- Javne Könyvek
- Népszerű Zsidó Könyvtár
- Szináj – Népszerű Zsidó Vallási Ismeretek Tára

## 1950-es évek
| Kép | Cím                 | Kiadó                                                                | Megjelenési hely | Megjelenési idő       | Megjegyzés |
| --- | ------------------- | -------------------------------------------------------------------- | ---------------- | --------------------- | ---------- |
|     | Operaszövegkönyvek  | Zeneműkiadó Vállalat                                                 | Budapest         | 1950-es évek          |            |
|     | Művészettörténet    | Gondolat Kiadó – Képzőművészeti Alap Kiadóvállalata                  | Budapest         | 1950-es évek–1962?    |            |
|     | Vasúti szakkönyvtár | Közlekedés- és Mélyépítéstudományi Könyv- és Folyóiratkiadó Vállalat | Budapest         | 1950-es, 1960-as évek |            |

### 1953
| Kép | Cím              | Kiadó                               | Megjelenési hely | Megjelenési idő | Megjegyzés |
| --- | ---------------- | ----------------------------------- | ---------------- | --------------- | ---------- |
|     | Magyar Műemlékek | Képzőművészeti Alap Kiadó Vállalata | Budapest         | 1953–1977       |            |

### 1954
| Kép | Cím                                 | Kiadó                               | Megjelenési hely | Megjelenési idő | Megjegyzés |
| --- | ----------------------------------- | ----------------------------------- | ---------------- | --------------- | ---------- |
|     | Magyar Mesterek                     | Képzőművészeti Alap Kiadó Vállalata | Budapest         | 1954–1963       |            |
|     | Népek meséi                         | Móra                                | Budapest         | 1954–1969       | 15 db      |
|     | Görög és latin írók                 | Akadémiai                           | Budapest         | 1954–1987       |            |
|     | Egyetemi magyar nyelvészeti füzetek | Tankönyvkiadó                       | Budapest         | 1954–1960       |            |
|     | Olcsó Könyvtár                      | Szépirodalmi                        | Budapest         | 1954–1991       |            |

### 1955
| Kép | Cím                       | Kiadó                                                | Megjelenési hely | Megjelenési idő | Megjegyzés |
| --- | ------------------------- | ---------------------------------------------------- | ---------------- | --------------- | ---------- |
|     | A Művészet Kiskönyvtára   | Képzőművészeti Alap Kiadó Vállalata                  | Budapest         | 1955–1969       |            |
|     | Irodalomtörténeti Füzetek | Magyar Tudományos Akadémia Irodalomtörténeti Intézet | Budapest         | 1955–napjaink   |            |

### 1956
| Kép | Cím         | Kiadó  | Megjelenési hely | Megjelenési idő | Megjegyzés |
| --- | ----------- | ------ | ---------------- | --------------- | ---------- |
|     | Népek meséi | Európa | Budapest         | 1956–1990       | 84 db      |

### 1957
| Kép | Cím                | Kiadó                | Megjelenési hely | Megjelenési idő | Megjegyzés |
| --- | ------------------ | -------------------- | ---------------- | --------------- | ---------- |
|     | Vasárnapi regények | Hírlapkiadó Vállalat | Budapest         | 1957            | 12 kötet   |

### 1958
| Kép | Cím                           | Kiadó                               | Megjelenési hely | Megjelenési idő | Megjegyzés |
| --- | ----------------------------- | ----------------------------------- | ---------------- | --------------- | ---------- |
|     | Modern könyvtár               | Európa                              | Budapest         | 1958–1993       |            |
|     | Képzőművészeti Zsebkönyvtár   | Képzőművészeti Alap Kiadó Vállalata | Budapest         | 1958–1988       |            |
|     | Nemzeti Könyvtár              | Gondolat                            | Budapest         | 1958–1985       |            |
|     | Kis Zenei Könyvtár            | Gondolat                            | Budapest         | 1958–1979       |            |
|     | Élet és Tudomány Kiskönyvtára | Gondolat                            | Budapest         | 1958–1964       |            |
|     | Stúdium Könyvek               | Gondolat                            | Budapest         | 1958?–1976?     |            |

### 1959
| Kép | Cím                            | Kiadó                               | Megjelenési hely | Megjelenési idő | Megjegyzés |
| --- | ------------------------------ | ----------------------------------- | ---------------- | --------------- | ---------- |
|     | Régi Magyar Költők Tára        | Akadémiai Kiadó                     | Budapest         | 1959–           |            |
|     | A Művészettörténet Forrásai    | Képzőművészeti Alap Kiadó Vállalata | Budapest         | 1959–1964       |            |
|     | Európa Antológia               | Gondolat                            | Budapest         | 1959–1975       |            |
|     | Bibliotheca Musica             | Zeneműkiadó                         | Budapest         | 1959?–1964?     |            |
|     | Magyarország írásban és képben | Panoráma Kiadó                      | Budapest         | 1959?–1966?     |            |
|     | Korszerű Színház               | Színháztudományi Intézet            | Budapest         | 1959?–1981?     |            |

## 1960-as évek
| Kép | Cím                | Kiadó              | Megjelenési hely | Megjelenési idő | Megjegyzés |
| --- | ------------------ | ------------------ | ---------------- | --------------- | ---------- |
|     | Csináld magad      | Táncsics Kiadó     | Budapest         | 1990-es évek    |            |
|     | Kis zenei könyvtár | Gondolat           | Budapest         | 1960-as évek    |            |
|     | Fotosorozat        | Műszaki Könyvkiadó | Budapest         | 1960-as évek    |            |

### 1960
| Kép | Cím                    | Kiadó                                        | Megjelenési hely | Megjelenési idő | Megjegyzés |
| --- | ---------------------- | -------------------------------------------- | ---------------- | --------------- | ---------- |
|     | Búvár Könyvek          | Móra Ferenc Ifjúsági Könyvkiadó              | Budapest         | 1960–1967       | 71 db      |
|     | Gondolattár            | Gondolat                                     | Budapest         | 1960–1976       |            |
|     | Filmművészeti könyvtár | Magyar Filmtudományi Intézet és Filmarchívum | Budapest         | 1960–1983?      |            |

### 1962
| Kép | Cím                               | Kiadó    | Megjelenési hely | Megjelenési idő | Megjegyzés |
| --- | --------------------------------- | -------- | ---------------- | --------------- | ---------- |
|     | Családi Kiskönyvtár               | Gondolat | Budapest         | 1962–1963       |            |
|     | Világjárók. Klasszikus útleírások | Gondolat | Budapest         | 1962–1974       | 14 db      |

### 1963
| Kép | Cím                          | Kiadó                               | Megjelenési hely | Megjelenési idő  | Megjegyzés |
| --- | ---------------------------- | ----------------------------------- | ---------------- | ---------------- | ---------- |
|     | Az Én Múzeumom               | Képzőművészeti Alap Kiadó Vállalata | Budapest         | 1963–1984        |            |
|     | A világirodalom remekei      | Európa                              | Budapest         | 1963–1987        |            |
|     | Albatrosz Könyvek            | Magvető                             | Budapest         | 1963–1990 (1997) |            |
|     | Panoráma Külföldi Útikönyvek | Panoráma Kiadó                      | Budapest         | 1963?–1996?      |            |

### 1964
| Kép | Cím                                     | Kiadó                                  | Megjelenési hely | Megjelenési idő | Megjegyzés               |
| --- | --------------------------------------- | -------------------------------------- | ---------------- | --------------- | ------------------------ |
|     | Tanulók Könyvtára                       | Ifjúsági Könyvkiadó – Dacia Könyvkiadó | Bukarest         | 1964?–1986?     |                          |
|     | Szép versek                             | Magvető Könyvkiadó                     | Budapest         | 1964–           |                          |
|     | Körkép                                  | Magvető Könyvkiadó                     | Budapest         | 1964–           |                          |
|     | Panoráma Útikönyvek                     | Panoráma Kiadó                         | Budapest         | 1964?–1984?     |                          |
|     | Képes történelem                        | Móra                                   | Budapest         | 1964–1989       | 25 db                    |
|     | Delfin könyvek; Delfin 2000 (2000–2003) | Móra                                   | Budapest         | 1964–1990       | 170 (+10 db Delfin 2000) |

### 1965
| Kép | Cím                | Kiadó              | Megjelenési hely | Megjelenési idő | Megjegyzés |
| --- | ------------------ | ------------------ | ---------------- | --------------- | ---------- |
|     | Univerzum Könyvtár | Kossuth Könyvkiadó | Budapest         | 1965?–1988?     |            |

### 1966
| Kép | Cím                      | Kiadó     | Megjelenési hely | Megjelenési idő | Megjegyzés |
| --- | ------------------------ | --------- | ---------------- | --------------- | ---------- |
|     | Vidám könyvtár           | Magvető   | Budapest         | 1966–1968       |            |
|     | Kőrösi Csoma kiskönyvtár | Akadémiai | Budapest         | 1966–2009       | 28 db      |

### 1967
| Kép | Cím                 | Kiadó         | Megjelenési hely | Megjelenési idő | Megjegyzés |
| --- | ------------------- | ------------- | ---------------- | --------------- | ---------- |
|     | Minerva Zsebkönyvek | Minerva Kiadó | Budapest         | 1967–1970       | 27 db      |
|     | Képes földrajz      | Móra          | Budapest         | 1967–1989       | 8 db       |

### 1968
| Kép | Cím                        | Kiadó               | Megjelenési hely | Megjelenési idő | Megjegyzés |
| --- | -------------------------- | ------------------- | ---------------- | --------------- | ---------- |
|     | Régi magyar prózai emlékek | Akadémiai (Balassi) | Budapest         | 1968–1993       | 10 db      |

### 1969
| Kép | Cím                          | Kiadó             | Megjelenési hely | Megjelenési idő | Megjegyzés |
| --- | ---------------------------- | ----------------- | ---------------- | --------------- | ---------- |
|     | ... kistükre                 | Európa Könyvkiadó | Budapest         | 1969?–1990?     |            |
|     | Kozmosz fantasztikus könyvek | Móra              | Budapest         | 1969–1987       | 132 db     |
|     | Írók világa                  | Európa            | Budapest         | 1969–1990       |            |

## 1970-es évek
| Kép | Cím                               | Kiadó                                    | Megjelenési hely | Megjelenési idő            | Megjegyzés            |
| --- | --------------------------------- | ---------------------------------------- | ---------------- | -------------------------- | --------------------- |
|     | Tájak–Korok–Múzeumok Kiskönyvtára | Tájak Korok Múzeumok Szervező Bizottsága | Budapest         | 1970-es évek               | 852 db (2022-es adat) |
|     | Népszerű Történelem               | Kossuth Könyvkiadó                       | Budapest         | 1970-es, 1980-as évek évek |                       |

### 1970
| Kép | Cím                       | Kiadó                   | Megjelenési hely     | Megjelenési idő | Megjegyzés |
| --- | ------------------------- | ----------------------- | -------------------- | --------------- | ---------- |
|     | Vízügyi Történeti Füzetek | Vízdok                  | Budapest             | 1970–1997       |            |
|     | Magyar művészettörténet   | MTV-Minerva             | Budapest             | 1970?–1971?     |            |
|     | Bibliotheca Classica      | Magyar Helikon (Európa) | Budapest             | 1970–1989       |            |
|     | Téka                      | Kriterion               | Bukarest (Kolozsvár) | 1970–           |            |

### 1971
| Kép | Cím                          | Kiadó                               | Megjelenési hely | Megjelenési idő      | Megjegyzés |
| --- | ---------------------------- | ----------------------------------- | ---------------- | -------------------- | ---------- |
|     | Mai Magyar Művészet          | Képzőművészeti Alap Kiadó Vállalata | Budapest         | 1971–1989            |            |
|     | Társadalomtudományi Könyvtár | Gondolat                            | Budapest         | 1971–1991, 2003–2009 |            |

### 1972
| Kép | Cím                           | Kiadó                           | Megjelenési hely | Megjelenési idő | Megjegyzés |
| --- | ----------------------------- | ------------------------------- | ---------------- | --------------- | ---------- |
|     | Természetbúvárok Könyvespolca | Móra Ferenc Ifjúsági Könyvkiadó | Budapest         | 1972?–1988?     |            |
|     | Búvár Zsebkönyvek             | Móra Ferenc Könyvkiadó          | Budapest         | 1972–1996       | 67 db      |
|     | Így élt                       | Móra                            | Budapest         | 1972–1997       |            |
|     | Lyra mundi                    | Európa                          | Budapest         | 1972–           |            |
|     | Művészeti stílusok            | Corvina Könyvkiadó              | Budapest         | 1972?–1985?     |            |

### 1973
| Kép | Cím                        | Kiadó           | Megjelenési hely | Megjelenési idő | Megjegyzés |
| --- | -------------------------- | --------------- | ---------------- | --------------- | ---------- |
|     | Humanizmus és Reformáció   | Akadémiai Kiadó | Budapest         | 1973–           |            |
|     | Panoráma „Mini” Útikönyvek | Panoráma Kiadó  | Budapest         | 1973?–2002?     |            |
|     | Magyar remekírók           | Szépirodalmi    | Budapest         | 1973–1991       |            |

### 1974
| Kép | Cím                            | Kiadó                               | Megjelenési hely | Megjelenési idő | Megjegyzés |
| --- | ------------------------------ | ----------------------------------- | ---------------- | --------------- | ---------- |
|     | Mai Magyar Iparművészet        | Képzőművészeti Alap Kiadó Vállalata | Budapest         | 1974–1977       |            |
|     | Gondolat Zsebkönyvek           | Gondolat                            | Budapest         | 1974–1990       | 91 db      |
|     | Az ókori irodalom kiskönyvtára | Magyar Helikon (Európa)             | Budapest         | 1974–1992       |            |
|     | Orfeusz könyvek                | Zeneműkiadó Vállalat                | Budapest         | 1974?–1981?     |            |

### 1975
| Kép | Cím                                            | Kiadó                                       | Megjelenési hely | Megjelenési idő  | Megjegyzés  |
| --- | ---------------------------------------------- | ------------------------------------------- | ---------------- | ---------------- | ----------- |
|     | Borsodi Kismonográfiák                         | Herman Ottó Múzeum                          | Miskolc          | 1975–1995        |             |
|     | A magyar múzeumok kiadványainak bibliográfiája | Múzeumi Restaurátor- és Módszertani Központ | Budapest         | 1975–2000        |             |
|     | Magyar história                                | Gondolat                                    | Budapest         | 1975–1990        |             |
|     | Tények és tanúk                                | Magvető                                     | Budapest         | 1975–1990, 2015– | 118 + 16 db |
|     | Etikai Gondolkodók                             | Gondolat                                    | Budapest         | 1975?–1987?      |             |

### 1976
| Kép | Cím                    | Kiadó     | Megjelenési hely | Megjelenési idő | Megjegyzés |
| --- | ---------------------- | --------- | ---------------- | --------------- | ---------- |
|     | Magyarország története | Akadémiai | Budapest         | 1976–1985       | 8 db       |

### 1977
| Kép | Cím             | Kiadó                  | Megjelenési hely | Megjelenési idő | Megjegyzés |
| --- | --------------- | ---------------------- | ---------------- | --------------- | ---------- |
|     | Diákkönyvtár    | Móra                   | Budapest         | 1977–1992       |            |
|     | Kolibri könyvek | Móra Ferenc Könyvkiadó | Budapest         | 1977–1991       | 24 db      |

### 1978
| Kép | Cím                                         | Kiadó   | Megjelenési hely | Megjelenési idő | Megjegyzés                |
| --- | ------------------------------------------- | ------- | ---------------- | --------------- | ------------------------- |
|     | Magyar Hírmondó (Magyar tallózó, 1978–1979) | Magvető | Budapest         | 1978–1990       | 60 (+8 db Magyar tallózó) |

### 1979
| Kép | Cím                    | Kiadó                           | Megjelenési hely | Megjelenési idő | Megjegyzés |
| --- | ---------------------- | ------------------------------- | ---------------- | --------------- | ---------- |
|     | Ezerszínű Magyarország | Móra Ferenc Ifjúsági Könyvkiadó | Budapest         | 1979?–1985?     |            |
|     | Szivárvány             | Kossuth Könyvkiadó              | Budapest         | 1979?–1989?     |            |

## 1980-as évek

### 1980-as évek
| Kép | Cím        | Kiadó         | Megjelenési hely | Megjelenési idő | Megjegyzés |
| --- | ---------- | ------------- | ---------------- | --------------- | ---------- |
|     | Labirintus | Helikon Kiadó | Budapest         | 1980-as évek    |            |

### 1980
| Kép | Cím                      | Kiadó                    | Megjelenési hely | Megjelenési idő | Megjegyzés |
| --- | ------------------------ | ------------------------ | ---------------- | --------------- | ---------- |
|     | Alkohológiai Kiskönyvtár | Medicina Könyvkiadó      | Budapest         | 1980–1987       |            |
|     | Ókeresztény írók         | Szent István Társulat    | Budapest         | 1980–2009       |            |
|     | 88 színes oldal          | Mezőgazdasági Könyvkiadó | Budapest         | 1980?–1988?     |            |

### 1981
| Kép | Cím                 | Kiadó   | Megjelenési hely | Megjelenési idő | Megjegyzés |
| --- | ------------------- | ------- | ---------------- | --------------- | ---------- |
|     | Gondolkodó magyarok | Magvető | Budapest         | 1981–1989       |            |

### 1982
| Kép | Cím                          | Kiadó                            | Megjelenési hely | Megjelenési idő | Megjegyzés                                                                             |
| --- | ---------------------------- | -------------------------------- | ---------------- | --------------- | -------------------------------------------------------------------------------------- |
|     | JAK-füzetek                  | Magvető (József Attila Kör stb.) | Budapest         | 1982–           |                                                                                        |
|     | A világirodalom klasszikusai | Európa Könyvkiadó                | Budapest         | 1982–?          | A tervezett könyvek kb. fele jelent meg a sorozat megszűnéséig, a '90-es évek elejéig. |

### 1983
| Kép | Cím                                       | Kiadó        | Megjelenési hely | Megjelenési idő | Megjegyzés            |
| --- | ----------------------------------------- | ------------ | ---------------- | --------------- | --------------------- |
|     | Magyar ritkaságok (Ritkaságok, 1988–1990) | Szépirodalmi | Budapest         | 1983–1990       | 18 (+7 db Ritkaságok) |

### 1984
| Kép | Cím                 | Kiadó                                        | Megjelenési hely | Megjelenési idő | Megjegyzés               |
| --- | ------------------- | -------------------------------------------- | ---------------- | --------------- | ------------------------ |
|     | Prométheusz Könyvek | Helikon Kiadó                                | Budapest         | 1984–1987       |                          |
|     | Tudománytár         | Könyvértékesítő Vállalat/KÖNYVÉRT, ÁKV, Téka | Budapest         | 1984–1990       | 28 db (26 kötet+2 füzet) |
|     | Pro és kontra       | Gondolat Könyvkiadó                          | Budapest         | 1984?–1988?     |                          |

### 1985
| Kép | Cím                | Kiadó          | Megjelenési hely | Megjelenési idő | Megjegyzés |
| --- | ------------------ | -------------- | ---------------- | --------------- | ---------- |
|     | Krisztus mai tanúi | Ecclesia Kiadó | Budapest         | 1985–1988       |            |

### 1986
| Kép | Cím            | Kiadó                         | Megjelenési hely | Megjelenési idő | Megjegyzés |
| --- | -------------- | ----------------------------- | ---------------- | --------------- | ---------- |
|     | Gömör Néprajza | Kossuth Lajos Tudományegyetem | Debrecen         | 1986–1996       | 48 db      |

### 1988
| Kép | Cím                            | Kiadó | Megjelenési hely | Megjelenési idő | Megjegyzés |
| --- | ------------------------------ | ----- | ---------------- | --------------- | ---------- |
|     | Galaktika Fantasztikus Könyvek | Móra  | Budapest         | 1988–1994       | 44 db      |

### 1989
| Kép | Cím                  | Kiadó                                       | Megjelenési hely | Megjelenési idő | Megjegyzés                      |
| --- | -------------------- | ------------------------------------------- | ---------------- | --------------- | ------------------------------- |
|     | Sárga regények       | Idegenforgalmi Propaganda és Kiadó Vállalat | Budapest         | 1989            | 5 kötet (összesen 38 kisregény) |
|     | Alkohológiai Füzetek | Országos Alkohológiai Intézet               | Budapest         | 1989–1997       | 33 kötet                        |
|     | Szemtanu             | Park Könyvkiadó                             | Budapest         | 1989?–2015?     |                                 |

## 1990-es évek
| Kép | Cím                                  | Kiadó                                         | Megjelenési hely | Megjelenési idő | Megjegyzés |
| --- | ------------------------------------ | --------------------------------------------- | ---------------- | --------------- | ---------- |
|     | Ceglédi füzetek                      | Kossuth Múzeum                                | Cegléd           | 1990-es évek    |            |
|     | Nagyvilág Könyvek                    | Nagyvilág Könyvkiadó                          | Budapest         | 1990-es évek    |            |
|     | Eötvös Klasszikusok                  | Eötvös József Könyvkiadó                      | Budapest         | 1990-es évek    |            |
|     | Válogatott Versek                    | Tóth Könyvkereskedés és Kiadó Kft.            | Debrecen         | 1990-es évek    |            |
|     | Nagy siker volt sorozat              | General Press Kiadó                           | Budapest         | 1990-es évek    |            |
|     | Meglepetés Könyvek                   | Szukits Könyvkiadó                            | Budapest         | 1990-es évek    |            |
|     | Irodalomtudomány és kritika          | Akadémiai Kiadó                               | Budapest         | 1990-es évek    |            |
|     | Csináld magad                        | Cser Kiadó                                    | Budapest         | 1990-es évek    |            |
|     | Kertészek és kertbarátok könyvtára   | Mezőgazdasági Szaktudás Kiadó                 | Budapest         | 1990-es évek    |            |
|     | A Biblia világa                      | Jel Kiadó                                     | Budapest         | 1990-es évek    |            |
|     | Pannónia Könyvek                     | Pro Pannonia Kiadói Alapítvány                | Budapest         | 1990-es évek    |            |
|     | Üzenetek a szellemvilágból           | Édesvíz Kiadó                                 | Budapest         | 1990-es évek    |            |
|     | Vasúthistória Könyvek                | Közlekedési Dokumentációs Vállalat            | Budapest         | 1990-es évek    |            |
|     | A kútnál                             | Atlantisz Könyvkiadó                          | Budapest         | 1990-es évek    |            |
|     | East-European Non Fiction            | Atlantisz Könyvkiadó                          | Budapest         | 1990-es évek    |            |
|     | Kentaur                              | Atlantisz Könyvkiadó                          | Budapest         | 1990-es évek    |            |
|     | Kísértések                           | Atlantisz Könyvkiadó                          | Budapest         | 1990-es évek    |            |
|     | Circus Maximus                       | Atlantisz Könyvkiadó                          | Budapest         | 1990-es évek    |            |
|     | Francia Szellemtudományi Könyvtár    | Atlantisz Könyvkiadó                          | Budapest         | 1990-es évek    |            |
|     | Német Szellemtudományi Könyvtár      | Atlantisz Könyvkiadó                          | Budapest         | 1990-es évek    |            |
|     | Atlantisz – C. H. Beck közös sorozat | Atlantisz Könyvkiadó                          | Budapest         | 1990-es évek    |            |
|     | Európa születése                     | Atlantisz Könyvkiadó                          | Budapest         | 1990-es évek    |            |
|     | Veszedelmes Viszonyok                | Atlantisz Könyvkiadó                          | Budapest         | 1990-es évek    |            |
|     | Mesteriskola                         | Atlantisz Könyvkiadó                          | Budapest         | 1990-es évek    |            |
|     | Világváros                           | Atlantisz Könyvkiadó                          | Budapest         | 1990-es évek    |            |
|     | Érettségi és felvételi               | Corvina Könyvkiadó                            | Budapest         | 1990-es évek    |            |
|     | Diák Kislexikon                      | Junior                                        | Budapest         | 1990-es évek    |            |
|     | Mítoszok és legendák                 | Gulliver Lap- és Könyvkiadó Kereskedelmi Kft. | Budapest         | 1990-es évek    |            |

### 1990
| Kép | Cím                   | Kiadó                     | Megjelenési hely | Megjelenési idő | Megjegyzés |
| --- | --------------------- | ------------------------- | ---------------- | --------------- | ---------- |
|     | Officina Nova krónika | Officina Nova Kiadó       | Budapest         | 1990–2002       | 28 db      |
|     | Fürkész könyvek       | Trivium Kiadó             | Budapest         | 1990?–2005?     |            |
|     | Mi Micsoda?           | Tessloff és Babilon Kiadó | Budapest         | 1990?–2016?     |            |

### 1991
| Kép | Cím                         | Kiadó                                                                  | Megjelenési hely  | Megjelenési idő | Megjegyzés |
| --- | --------------------------- | ---------------------------------------------------------------------- | ----------------- | --------------- | ---------- |
|     | Hungaria Judaica            | MTA Judaisztikai Kutatócsoport, majd Kalligram Könyv- és Lapkiadó Kft. | Budapest, Pozsony | 1991–napjaink   |            |
|     | Új Régi Könyvek             | ENA Kft.                                                               | Budapest          | 1991–1992       | 13 kötet   |
|     | Magyar Őstörténeti Könyvtár | JATE Magyar Őstörténeti Kutatócsoport                                  | Szeged            | 1991–           |            |

### 1992
| Kép | Cím                          | Kiadó                                                                                           | Megjelenési hely | Megjelenési idő | Megjegyzés |
| --- | ---------------------------- | ----------------------------------------------------------------------------------------------- | ---------------- | --------------- | ---------- |
|     | Az állatvilág enciklopédiája | Helikon                                                                                         | Budapest         | 1992            |            |
|     | Középkortörténeti Könyvtár   | Szegedi Középkorász Műhely                                                                      | Szeged           | 1992–           |            |
|     | Régi magyar könyvtár         | Balassi                                                                                         | Budapest         | 1992–           |            |
|     | SH Atlasz                    | Springer Hungarica Kiadó                                                                        | Budapest         | 1992–1996       | 18 db      |
|     | A világ legnagyobb...        | Új Vénusz Lap- és Könyvkiadó, Android Lap- és Könyvkiadó, 2010 Alapítvány, Jövővilág Alapítvány | Budapest         | 1992–2006       | 68 db      |
|     | Európai Klasszikus Regények  | Európa Könyvkiadó                                                                               | Budapest         | 1992?–1998?     |            |

### 1993
| Kép | Cím                                | Kiadó                                    | Megjelenési hely | Megjelenési idő | Megjegyzés |
| --- | ---------------------------------- | ---------------------------------------- | ---------------- | --------------- | ---------- |
|     | História Könyvtár                  | História, MTA Történettudományi Intézete | Budapest         | 1993–           |            |
|     | Magyar Klasszikusok (Babits Kiadó) | Babits                                   | Szekszárd        | 1993–1998       | 20 db      |
|     | Talentum diákkönyvtár              | Akkord                                   | Budapest         | 1993–           |            |
|     | Új képes történelem                | Larousse-Officina Nova                   | Budapest         | 1993–1995       | 20 db      |

### 1994
| Kép | Cím                       | Kiadó                              | Megjelenési hely | Megjelenési idő | Megjegyzés |
| --- | ------------------------- | ---------------------------------- | ---------------- | --------------- | ---------- |
|     | Határozó kézikönyvek      | Panemex Könyvkiadó Kft.-Grafo Kft. | Budapest         | 1994?–2008?     |            |
|     | Tegnap és Ma              | Kalligram Könyvkiadó               | Budapest         | 1994–           |            |
|     | Reader's Digest Válogatás | Reader's Digest Kiadó Kft.         | Budapest         | 1994?–          |            |

### 1995
| Kép | Cím                       | Kiadó                            | Megjelenési hely | Megjelenési idő | Megjegyzés |
| --- | ------------------------- | -------------------------------- | ---------------- | --------------- | ---------- |
|     | Ruszisztikai Könyvek      | Russica Pannonicana              | Budapest         | 1995–           |            |
|     | Regék és Mondák           | Móra Ferenc Ifjúsági Könyvkiadó  | Budapest         | 1995?–          |            |
|     | Ókeresztény Örökségünk    | Jel                              | Budapest         | 1995–2015       | 21 db      |
|     | Bölcsesség – Hit – Mítosz | Magyar Könyvklub – Helikon Kiadó | Budapest         | 1995–1998       |            |
|     | Osiris klasszikusok       | Osiris                           | Budapest         | 1995–           |            |
|     | Az egészséges életért     | SubRosa Kiadó                    | Budapest         | 1995?–          |            |
|     | A világ 100...            | Alexandra Kiadó                  | Budapest         | 1995?–          |            |
|     | Egyetemi könyvtár         | Corvina Kiadó                    | Budapest         | 1995?–2004?     |            |

### 1996
| Kép | Cím                            | Kiadó              | Megjelenési hely | Megjelenési idő | Megjegyzés |
| --- | ------------------------------ | ------------------ | ---------------- | --------------- | ---------- |
|     | Természetkalauz                | M-Érték Kiadó Kft. | Budapest         | 1996?–2006?     |            |
|     | Pallas Könyvek                 | Pallas Stúdió      | Budapest         | 1996?–2004?     |            |
|     | A magyar költészet kincsestára | Unikornis Kiadó    | Budapest         | 1996?–2001?     |            |

### 1997
| Kép | Cím                                  | Kiadó                           | Megjelenési hely | Megjelenési idő | Megjegyzés |
| --- | ------------------------------------ | ------------------------------- | ---------------- | --------------- | ---------- |
|     | Carmen Saeculare                     | Veszprémi Egyetem               | Budapest         | 1997–2002?      |            |
|     | Historia Diaspora                    | Logos Kiadó                     | Budapest         | 1997?–2000?     |            |
|     | Kis természetbúvár                   | Passage Kiadó                   | Budapest         | 1997?–2000?     |            |
|     | Reader's Digest – Válogatott könyvek | Reader's Digest Kiadó Kft.      | Budapest         | 1997?–          |            |
|     | Erdésznagyjaink Arcképcsarnoka       | Soproni Egyetem Erdőmérnöki Kar | Budapest         | 1997–           |            |
|     | Budapest Városrészei                 | CEBA Kiadó                      | Budapest         | 1997–2000       |            |
|     | Magyarország Megyei Kézikönyvei      | CEBA Kiadó                      | Budapest         | 1997–2000       |            |

### 1998
| Kép | Cím                                         | Kiadó            | Megjelenési hely | Megjelenési idő | Megjegyzés |
| --- | ------------------------------------------- | ---------------- | ---------------- | --------------- | ---------- |
|     | Segédkönyvek a nyelvészet tanulmányozásához | Tinta Könyvkiadó | Budapest         | 1998–           |            |
|     | A magyar nyelv kézikönyvei                  | Tinta Könyvkiadó | Budapest         | 1998–           |            |
|     | Puritán tanítók                             | Koinónia         | Kolozsvár        | 1998–2008       | 12 db      |
|     | Megható Történetek                          | Novella Kiadó    | Budapest         | 1998?–2008?     |            |
|     | Királyi Házak                               | Gabo Kiadó       | Budapest         | 1998?–          |            |
|     | A Tudás Könyvtára                           | Saxum Kiadó      | Budapest         | 1998?–2003?     |            |

### 1999
| Kép | Cím                                      | Kiadó                 | Megjelenési hely | Megjelenési idő | Megjegyzés |
| --- | ---------------------------------------- | --------------------- | ---------------- | --------------- | ---------- |
|     | Középkori keresztény írók                | Szent István Társulat | Budapest         | 1999–           | 8 db       |
|     | Milleniumi Könyvtár                      | Osiris Kiadó          | Budapest         | 1999–2001       | 150 db     |
|     | Ifjúsági Könyvek                         | Holnap Kiadó Kft.     | Budapest         | 1999?–2013?     |            |
|     | Atlasz                                   | Athenaeum 2000 Kiadó  | Budapest         | 1999?–2007?     |            |
|     | Millenniumi Magyar Történelem – Források | Osiris Kiadó          | Budapest         | 1999?–2004?     |            |
|     | Saxum-könyvek                            | Saxum Kiadó           | Budapest         | 1999?–2002?     |            |

## 2000-es évek
| Kép | Cím                                   | Kiadó                                             | Megjelenési hely    | Megjelenési idő | Megjegyzés       |
| --- | ------------------------------------- | ------------------------------------------------- | ------------------- | --------------- | ---------------- |
|     | Magyar Klasszikus Líra                | Kossuth Kiadó                                     | Budapest            | 2000-es évek    |                  |
|     | Jászsági füzetek                      | Jász Múzeumért Alapítvány                         | Jászberény          | 2000-es évek    |                  |
|     | Magyarország régiói                   | CEBA Kiadó                                        | Budapest            | 2000-es évek    |                  |
|     | A diszciplínák művelése               | Magyar Tudományos Akadémia                        | Budapest            | 2000-es évek    |                  |
|     | Libre de libris                       | Osiris Kiadó                                      | Budapest            | 2000-es évek    |                  |
|     | Osiris Zsebkönyvtár                   | Osiris Kiadó                                      | Budapest            | 2000-es évek    |                  |
|     | Vadászok a millenniumért              | Dénes Natur Műhely Kiadó                          | Budapest            | 2000-es évek    |                  |
|     | Urbanisztikai Füzetek                 | Terc Kereskedelmi és Szolgáltató Kft.             | Budapest            | 2000-es évek    |                  |
|     | Kis nemzethatározó                    | Pannonica Kiadó                                   | Budapest            | 2000-es évek    |                  |
|     | Mű és mestere                         | Képzőművészeti Kiadó Kft.                         | Budapest            | 2000-es évek    | Műértő címen is. |
|     | Emlékezet                             | Nap Kiadó                                         | Budapest            | 2000-es évek    |                  |
|     | Polar Könyvek                         | QLT Műfordító Bt.                                 | Budapest            | 2000-es évek    |                  |
|     | Várad, villanyváros                   | Noran-Kiadó Kft.                                  | Budapest            | 2000-es évek    |                  |
|     | Különleges könyvek                    | General Press Kiadó                               | Budapest            | 2000-es évek    |                  |
|     | Doktori Mestermunkák                  | Gondolat Kiadó                                    | Budapest            | 2000-es évek    |                  |
|     | Unikum Könyvek                        | K.u.K. Kiadó                                      | Budapest            | 2000-es évek    |                  |
|     | Rubicon Könyvek                       | Rubicon-Ház Bt.                                   | Budapest            | 2000-es évek    |                  |
|     | Bemutatjuk a világot                  | Szukits Könyvkiadó                                | Budapest            | 2000-es évek    |                  |
|     | Kontinensek élővilága                 | Szalay Könyvkiadó és Kereskedőház Kft.            | Kisújszállás        | 2000-es évek    |                  |
|     | Tanítani                              | Századvég                                         | Budapest            | 2000-es évek    |                  |
|     | Az élet dolgai                        | Saxum Kiadó Bt.                                   | Budapest            | 2000-es évek    |                  |
|     | Írók, költők, gondolkodók             | Magyar Könyvklub                                  | Budapest            | 2000-es évek–   |                  |
|     | Historia Incognita – Történettudomány | Attraktor Kft.                                    | Máriabesnyő–Gödöllő | 2000-es évek–   |                  |
|     | Historia Incognita – Jogtudomány      | Attraktor Kft.                                    | Máriabesnyő–Gödöllő | 2000-es évek–   |                  |
|     | Fontes Historiae Antiquae             | Attraktor Kft.                                    | Máriabesnyő–Gödöllő | 2000-es évek–   |                  |
|     | Intra Hungariam                       | Attraktor Kft.                                    | Máriabesnyő–Gödöllő | 2000-es évek–   |                  |
|     | Italianistica Hungarica               | Attraktor Kft.                                    | Máriabesnyő–Gödöllő | 2000-es évek–   |                  |
|     | Vita Sarmatica                        | Attraktor Kft.                                    | Máriabesnyő–Gödöllő | 2000-es évek–   |                  |
|     | Ad Hominem                            | Attraktor Kft.                                    | Máriabesnyő–Gödöllő | 2000-es évek–   |                  |
|     | Scripta Iudaica                       | Attraktor Kft.                                    | Máriabesnyő–Gödöllő | 2000-es évek–   |                  |
|     | Élet-utak                             | Attraktor Kft.                                    | Máriabesnyő–Gödöllő | 2000-es évek–   |                  |
|     | Monumenta Hispanica                   | Attraktor Kft.                                    | Máriabesnyő–Gödöllő | 2000-es évek–   |                  |
|     | Studia militaria Hungarica            | Attraktor Kft.                                    | Máriabesnyő–Gödöllő | 2000-es évek–   |                  |
|     | Scriptores Rerum                      | Attraktor Kft.                                    | Máriabesnyő–Gödöllő | 2000-es évek–   |                  |
|     | Kézikönyvek                           | Attraktor Kft.                                    | Máriabesnyő–Gödöllő | 2000-es évek–   |                  |
|     | Fiat Iustitia                         | Attraktor Kft.                                    | Máriabesnyő–Gödöllő | 2000-es évek–   |                  |
|     | Nemzet és Emlékezet                   | Osiris Kiadó                                      | Budapest            | 2000-es évek–   |                  |
|     | Osiris Könyvtár                       | Osiris Kiadó                                      | Budapest            | 2000-es évek–   |                  |
|     | Osiris Kézikönyvek                    | Osiris Kiadó                                      | Budapest            | 2000-es évek–   |                  |
|     | Osiris Tankönyvek                     | Osiris Kiadó                                      | Budapest            | 2000-es évek–   |                  |
|     | Sapientia Humana                      | Osiris Kiadó                                      | Budapest            | 2000-es évek–   |                  |
|     | Collactanea Athanasiana               | Szent Atanáz Görögkatolikus Hittudományi Főiskola | Budapest            | 2000-es évek–   |                  |
|     | A művészet története                  | Corvina Kiadó                                     | Budapest            | 2000-es évek    |                  |
|     | Akadémiai Kézikönyvek                 | Akadémiai Kiadó                                   | Budapest            | 2000-es évek    |                  |
|     | Száz Magyar Falu Könyvesháza          | Száz Magyar Falu Könyvesháza Kht.                 | Budapest            | 2000-es évek    |                  |
|     | Magyar Hírmondó                       | Szent István Társulat                             | Budapest            | 2000-es évek–   |                  |
|     | Diák-Kiskönyvtár                      | Könyvkuckó 2004 Kft.                              | Budapest            | 2000-es évek–   |                  |
|     | Diák-Kiskönyvtár                      | Diáktéka Kiadó                                    | Budapest            | 2000-es évek–   |                  |
|     | Puska                                 | Laude Kiadó                                       | Budapest            | 2000-es évek–   |                  |

### 2000
| Kép | Cím                             | Kiadó                    | Megjelenési hely | Megjelenési idő | Megjegyzés |
| --- | ------------------------------- | ------------------------ | ---------------- | --------------- | ---------- |
|     | Lectio Divina                   | Szt. Mauríciusz Monostor | Bakonybél        | 2000–           |            |
|     | Szent István Kézikönyvek        | Szent István Társulat    | Budapest         | 2000–           |            |
|     | Művészettörténeti Szabadegyetem | Helikon Kiadó Kft.       | Budapest         | 2000?–2002?     |            |
|     | A művészet története            | Magyar Könyvklub         | Budapest         | 2000–2001       |            |

### 2001
| Kép | Cím                                             | Kiadó                              | Megjelenési hely | Megjelenési idő | Megjegyzés |
| --- | ----------------------------------------------- | ---------------------------------- | ---------------- | --------------- | ---------- |
|     | A háború kutyái                                 | Duna International Könyvkiadó Kft. | Budapest         | 2001?–2010?     | 20 db      |
|     | Fides Et Ratio – A vallásbölcselet kiskönyvtára | Szent István Társulat              | Budapest         | 2001–           |            |
|     | Magyar remekírók                                | Kortárs                            | Budapest         | 2001–2015       |            |

### 2002
| Kép | Cím                   | Kiadó           | Megjelenési hely | Megjelenési idő | Megjegyzés |
| --- | --------------------- | --------------- | ---------------- | --------------- | ---------- |
|     | Odigitria Könyvek     | Odigitria Kiadó | Budapest         | 2002–           |            |
|     | Az Építészet Mesterei | Holnap Kiadó    | Budapest         | 2002–           |            |

### 2003
| Kép | Cím                   | Kiadó                        | Megjelenési hely | Megjelenési idő | Megjegyzés |
| --- | --------------------- | ---------------------------- | ---------------- | --------------- | ---------- |
|     | Palatinus filmkönyvek | Új Palatinus Könyvesház Kft. | Budapest         | 2003–2008       |            |
|     | Teologia              | Kairosz                      | Budapest         | 2003–2012       | 6 db       |
|     | Élővilág Könyvtár     | Kossuth Kiadó                | Budapest         | 2003?–2006?     |            |
|     | Sulilexikon           | Aquila Könyvkiadó            | Budapest         | 2003–2004       |            |
|     | Kréné                 | Új Mandátum Könyvkiadó       | Budapest         | 2003?–          |            |

### 2004
| Kép | Cím               | Kiadó                 | Megjelenési hely | Megjelenési idő | Megjegyzés |
| --- | ----------------- | --------------------- | ---------------- | --------------- | ---------- |
|     | Usborne Discovery | Patricia Könyvek Kft. | Debrecen         | 2004?–2007?     |            |
|     | Miért hiszek?     | Kairosz Kiadó         | Budapest         | 2004?–2013?     |            |

### 2005
| Kép | Cím                            | Kiadó                     | Megjelenési hely | Megjelenési idő | Megjegyzés |
| --- | ------------------------------ | ------------------------- | ---------------- | --------------- | ---------- |
|     | Műértő                         | Képzőművészeti Kiadó Kft. | Budapest         | 2005?–          |            |
|     | Galaktika fantasztikus könyvek | Metropolis Média          | Budapest         | 2005–           |            |
|     | Az ékesszólás kiskönyvtára     | Tinta Könyvkiadó          | Budapest         | 2005–           | 70 db      |
|     | Kor-képek                      | Magyar Távirati Iroda Rt. | Budapest         | 2005–2010       | 8 db       |

### 2006
| Kép | Cím                                 | Kiadó                | Megjelenési hely | Megjelenési idő | Megjegyzés |
| --- | ----------------------------------- | -------------------- | ---------------- | --------------- | ---------- |
|     | A művészet története                | Corvina Kiadó Kft.   | Budapest         | 2006–2007       |            |
|     | A magyar irodalom remekei           | Népszabadság Könyvek | Budapest         | 2006–2007       |            |
|     | Erdélyi ritkaságok                  | Mentor               | Marosvásárhely   | 2006–           |            |
|     | Gyermek enciklopédia                | Editions Atlas       | Budapest         | 2006?–2008?     |            |
|     | Keleti Források – Fontes Orientales | Corvina              | Budapest         | 2006–           | 13 db      |

### 2007
| Kép | Cím                          | Kiadó             | Megjelenési hely | Megjelenési idő | Megjegyzés |
| --- | ---------------------------- | ----------------- | ---------------- | --------------- | ---------- |
|     | Diákszótár                   | Aquila Könyvkiadó | Budapest         | 2007            |            |
|     | Electa                       | Gondolat          | Budapest         | 2007?–          |            |
|     | Világtörténelmi enciklopédia | Kossuth Kiadó     | Budapest         | 2007–2008       | 16 db      |
|     | Híd szótárak                 | Tinta Könyvkiadó  | Budapest         | 2007–           |            |
|     | Claves ad Musicam            | Typotex Kiadó     | Budapest         | 2007–           |            |
|     | Modern könyvtár              | Európa            | Budapest         | 2007–2012       |            |

### 2008
| Kép | Cím                             | Kiadó                                             | Megjelenési hely | Megjelenési idő | Megjegyzés |
| --- | ------------------------------- | ------------------------------------------------- | ---------------- | --------------- | ---------- |
|     | Természettudományi enciklopédia | Kossuth Kiadó Rt.                                 | Budapest         | 2008            | 16 db      |
|     | Collectanea Athanasiana         | Szent Atanáz Görögkatolikus Hittudományi Főiskola | Nyíregyháza      | 2008–napjaink   |            |
|     | Műút-könyvek                    | Szépmesterségek Alapítvány (Műút folyóirat)       | Miskolc          | 2008–2015       | 20 db      |

### 2009
| Kép | Cím                                    | Kiadó                                                             | Megjelenési hely | Megjelenési idő        | Megjegyzés |
| --- | -------------------------------------- | ----------------------------------------------------------------- | ---------------- | ---------------------- | ---------- |
|     | A magyar festészet mesterei            | Kossuth Kiadó                                                     | Budapest         | 2009–2010 és 2014–2015 | 47 db      |
|     | A második világháború teljes története | Pannon-Literatúra Kft.                                            | Kisújszállás     | 2009–2010              |            |
|     | Magyarország története                 | Kossuth Kiadó – Metropol napilap                                  | Budapest         | 2009–2010              | 24 db      |
|     | Fogyatékosságtudományi tudásbázis      | Eötvös Lóránd Tudományegyetem, Bárczi Gusztáv Gyógypedagógiai Kar | Budapest         | 2009                   | 22 db      |
|     | Fogyatékosságtudományi tanulmányok     | Eötvös Lóránd Tudományegyetem, Bárczi Gusztáv Gyógypedagógiai Kar | Budapest         | 2009                   | 19 db      |

## 2010-es évek
| Kép | Cím                                 | Kiadó                                         | Megjelenési hely | Megjelenési idő | Megjegyzés |
| --- | ----------------------------------- | --------------------------------------------- | ---------------- | --------------- | ---------- |
|     | Politikatörténeti füzetek           | Napvilág                                      | Budapest         | 2010-es évek    |            |
|     | Catullus könyvek                    | Dekameron                                     | Budapest         | 2010-es évek    |            |
|     | Kalandok a nagyvilágban             | Dekameron                                     | Budapest         | 2010-es évek    |            |
|     | 50 vadász emlékeiből                | Nimród Alapítvány, Vadász Könyvklub Egyesület | Budapest         | 2010-es évek    |            |
|     | Világsikerek                        | General Press Kiadó                           | Budapest         | 2010-es évek    |            |
|     | Irodalmi Nobel-díjasok könyvtára    | Metropolis Media Group Kft.                   | Budapest         | 2010-es évek    |            |
|     | Regényes életek                     | Kossuth Kiadó                                 | Budapest         | 2010-es évek    |            |
|     | Magyar história                     | Kossuth Kiadó                                 | Budapest         | 2010-es évek    |            |
|     | Sorsfordítók a magyar történelemben | Kossuth Kiadó                                 | Budapest         | 2010-es évek    |            |
|     | Magyar építészet                    | Kossuth Kiadó                                 | Budapest         | 2010-es évek    |            |
|     | 30 percben                          | Kossuth Kiadó                                 | Budapest         | 2010-es évek    |            |
|     | A magyar próza klasszikusai         | Kossuth Kiadó                                 | Budapest         | 2010-es évek    |            |
|     | A magyar történelem rejtélyei       | Kossuth Kiadó                                 | Budapest         | 2010-es évek    |            |
|     | Életreszóló olvasmányok             | Kossuth Kiadó                                 | Budapest         | 2010-es évek    |            |
|     | Életreszóló regények                | Kossuth Kiadó                                 | Budapest         | 2010-es évek    |            |
|     | Népek meséi                         | Kossuth Kiadó                                 | Budapest         | 2010-es évek    |            |
|     | Magyar tudománytár                  | Kossuth Kiadó                                 | Budapest         | 2010-es évek    |            |
|     | Magyar kódex                        | Kossuth Kiadó                                 | Budapest         | 2010-es évek    |            |
|     | Klasszikus magyar líra              | Kossuth Kiadó                                 | Budapest         | 2010-es évek    |            |
|     | Kétnyelvű klasszikusok              | Kossuth Kiadó                                 | Budapest         | 2010-es évek    |            |
|     | Európa női szemmel                  | Kossuth Kiadó                                 | Budapest         | 2010-es évek    |            |
|     | Világhíres festők                   | Kossuth Kiadó                                 | Budapest         | 2010-es évek    | 26 db      |
|     | Magyar királyok és uralkodók        | Duna International Könyvkiadó Kft.            | Budapest         | 2010-es évek    | 27 db      |
|     | Magyar királynék és nagyasszonyok   | Duna International Könyvkiadó Kft.            | Budapest         | 2010-es évek    |            |

### 2010
| Kép | Cím                                   | Kiadó                 | Megjelenési hely | Megjelenési idő | Megjegyzés         |
| --- | ------------------------------------- | --------------------- | ---------------- | --------------- | ------------------ |
|     | Reader’s Digest Képes világtörténelem | Reader's Digest Kiadó | Budapest         | 2010–           | eddig (2020) 10 db |
|     | Nagy civilizációk                     | Kossuth Kiadó         | Budapest         | 2010            | 16 db              |

### 2011
| Kép | Cím                    | Kiadó                  | Megjelenési hely | Megjelenési idő | Megjegyzés |
| --- | ---------------------- | ---------------------- | ---------------- | --------------- | ---------- |
|     | Navigátor Világatlasz  | Kossuth Kiadó          | Budapest         | 2011            | 19 db      |
|     | Navigátor              | Pannon-Literatúra Kft. | Kisújszállás     | 2011–2012       |            |
|     | Fedezd fel a világot   | Pannon-Literatúra Kft. | Kisújszállás     | 2011–2012       | 19 db      |
|     | Világhíres zeneszerzők | Kossuth Kiadó          | Budapest         | 2011            | 20 db      |
|     | Károli Könyvek         | KRE – L'Harmattan      | Budapest         | 2011-           | 130 db     |
|     | Mindennapi történelem  | Corvina Kiadó Kft.     | Budapest         | 2011            | 12 db      |

### 2012
| Kép | Cím                     | Kiadó                             | Megjelenési hely | Megjelenési idő | Megjegyzés |
| --- | ----------------------- | --------------------------------- | ---------------- | --------------- | ---------- |
|     | Világhíres operák       | Kossuth Kiadó                     | Budapest         | 2012            | 21 db      |
|     | Nemzeti könyvtár        | Magyar Közlöny Lap- és Könyvkiadó | Budapest         | 2012–           |            |
|     | Budapest Templomai      | Budapesti Városvédő Egyesület     | Budapest         | 2012–           |            |
|     | Így éltünk (Retro évek) | Media Service Zawada Kft.         | Budapest         | 2012            | 24 db      |

### 2013
| Kép | Cím             | Kiadó                                   | Megjelenési hely | Megjelenési idő | Megjegyzés |
| --- | --------------- | --------------------------------------- | ---------------- | --------------- | ---------- |
|     | Híres operettek | Kossuth Kiadó                           | Budapest         | 2013            | 20 db      |
|     | Prizma Könyvek  | Tudással a Jövőért Közhasznú Alapítvány | Bölcske          | 2013–           | 3 db       |

### 2014
| Kép | Cím                                       | Kiadó                           | Megjelenési hely | Megjelenési idő | Megjegyzés |
| --- | ----------------------------------------- | ------------------------------- | ---------------- | --------------- | ---------- |
|     | Régi Magyarországi Vallásos Nyomtatványok | Borda Antikvárium               | Zebegény         | 2014–           |            |
|     | A történelem nagy rejtélyei               | Kossuth Kiadó                   | Budapest         | 2014            |            |
|     | Közelképek írókról                        | Magyar Művészeti Akadémia (MMA) | Budapest         | 2014–           |            |

### 2015
| Kép | Cím                 | Kiadó   | Megjelenési hely | Megjelenési idő | Megjegyzés |
| --- | ------------------- | ------- | ---------------- | --------------- | ---------- |
|     | Helikon zsebkönyvek | Helikon | Budapest         | 2015–           |            |

### 2018
| Kép | Cím                                                                     | Kiadó    | Megjelenési hely | Megjelenési idő | Megjegyzés |
| --- | ----------------------------------------------------------------------- | -------- | ---------------- | --------------- | ---------- |
|     | RendSzerTan: addiktológiai elméletek és kutatások ELTE PPK, L'Harmattan | Budapest | 2019–            |                 |            |

### 2019
| Kép | Cím                 | Kiadó                 | Megjelenési hely | Megjelenési idő | Megjegyzés |
| --- | ------------------- | --------------------- | ---------------- | --------------- | ---------- |
|     | A Matematika Világa | Eaglemoss Collections | Budapest         | 2019–2021       | 40 db      |

## 2020-as évek
| Kép | Cím             | Kiadó                                      | Megjelenési hely | Megjelenési idő | Megjegyzés |
| --- | --------------- | ------------------------------------------ | ---------------- | --------------- | ---------- |
|     | Veritas Könyvek | VERITAS Történetkutató Intézet és Levéltár | Budapest         | 2010-es évek    |            |